# Todesopfer der Proteste im Iran ab September 2022

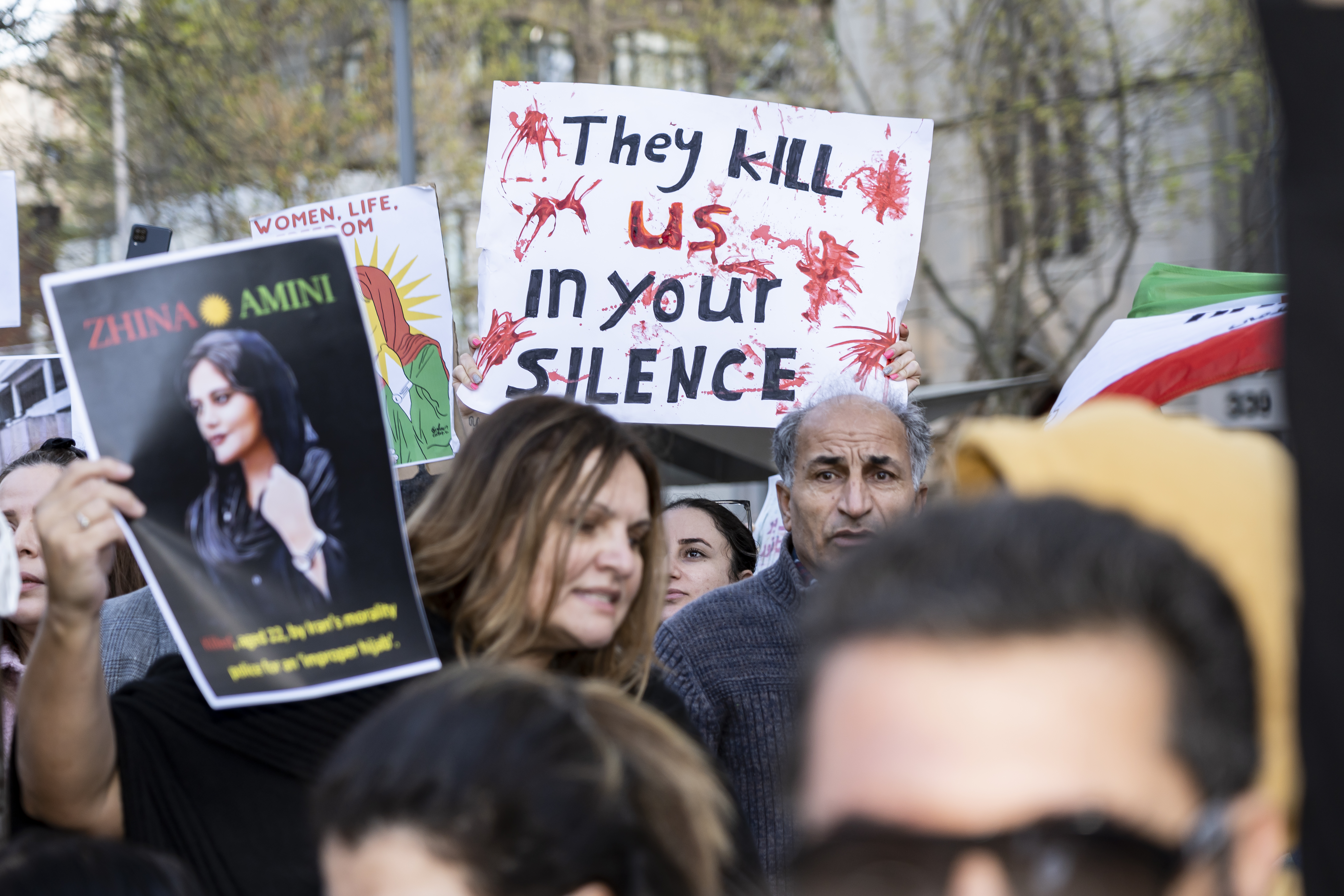
Solidaritätsdemonstration in Melbourne, September 2022

Todesopfer der Proteste im Iran ab September 2022 sind jene Menschen, die im Verlauf der landesweiten Proteste im Iran seit September 2022 durch Vertreter der Islamischen Republik Iran gewaltsam getötet wurden. Auslöser der Proteste war der Tod der 22-jährigen kurdischen Iranerin Jina Mahsa Amini am 16. September 2022 in Teheran. Sie starb wahrscheinlich infolge von Schlägen der islamischen Religionspolizei, die sie wegen eines angeblichen Verstoßes gegen das staatliche Hidschāb-Gesetz festgenommen hatte.
Bei den folgenden Protesten werden viele meist junge Frauen und Männer, auch Minderjährige, auf offener Straße erschossen oder erschlagen, in Haft ermordet, sterben infolge von Misshandlungen und Folter oder werden nach Schauprozessen hingerichtet. Die Täter sind in der Regel männliche Angehörige der Religionspolizei, der paramilitärischen Basidschmilizen, der iranischen Revolutionsgarde (IRGC) oder Gefängniswächter. Die Tötungen und Misshandlungen erfolgen planmäßig auf Befehl des Regimes, sollen die Proteste mit rücksichtsloser Gewalt unterdrücken und die Bevölkerung von weiterer Teilnahme abschrecken. Sie gelten international als schwere Menschenrechtsverbrechen.

## Dokumentationen
Seit Beginn der Proteste haben Menschenrechtsorganisationen, auf den Iran spezialisierte Nachrichtenagenturen, Qualitätsmedien sowie im Inland und Ausland tätige iranische Oppositionsgruppen laufend Zeugenberichte aus dem Iran gesammelt, die Angaben so weit wie möglich überprüft und dann Berichte zu den zuverlässig identifizierten Todesopfern und wesentlichen Informationen zu ihren Todesumständen veröffentlicht. Dokumentationen dazu stammen unter anderen von den Human Rights Activists in Iran (HRA) und ihrer Nachrichtenagentur Human Rights Activists News Agency (HRANA), Iran Human Rights (IHR), dem Iran Human Rights Monitor (IHRM), IranWire, Iran International, Amnesty International (AI), der Hengaw Organization for Human Rights (Hengaw), dem Kurdistan Human Rights Network (KHRN) und vom Nationalen Widerstandsrat des Iran (NCRI). Auch Medien wie The New York Times (NYT), Washington Post, The Guardian, die British Broadcasting Corporation (BBC), Der Spiegel, Der Tagesspiegel, Die Zeit und andere haben in ihren Berichten zum Iran viele Opfernamen veröffentlicht.

## Gesamtzahlen
Bis zum 5. Oktober 2022 registrierte HRANA 342 zivile Protestversammlungen in allen 31 Provinzen des Iran, darunter 266 Straßenproteste in 105 größeren Städten und 76 Studentenproteste an allen 69 Universitäten des Landes. Die Polizei und Basidschi griffen die Versammlungen mit Tränengas, Gummi- und Metallgeschossen und scharfer Munition an, um sie aufzulösen, und töteten dabei hunderte unbewaffnete Menschen. In den ersten drei Wochen identifizierte HRANA großenteils durch Analyse von aus dem Iran gelangtem Videomaterial und Zeugenberichten zunächst 200 Todesopfer, darunter 18 Kinder und Jugendliche.
Bis Ende Oktober 2022 schätzten IHRM und NCRI die Gesamtzahl der Todesopfer auf 450. Bis zum 8. Dezember 2022 ermittelte HRANA mindestens 481 Todesopfer der Proteste namentlich, darunter 68 Minderjährige. Hinzu kamen Berichte über mindestens 164 namentlich ungenannte Todesopfer. Zudem seien 61 Regimekräfte getötet worden. Bis Ende Januar 2023 registrierte IHR mindestens 488 bei Straßenprotesten getötete Menschen, darunter 64 Kinder und 39 Frauen. Die Zahl umfasse nicht die hingerichteten und die unter verdächtigen Umständen, etwa durch angeblichen Suizid, gestorbenen Demonstranten. HRANA zählte bis Ende Januar 2023 mindestens 527 Getötete, darunter 71 Minderjährige. Laut NCRI töteten die Regimekräfte bis Ende Januar 2023 bei Protesten in mindestens 282 Städten des Iran insgesamt mehr als 750 Menschen und inhaftierten mehr als 30.000. Vom 1. Oktober 2022 bis Ende März 2023 publizierte NCRI 675 Opfernamen. Unter den Inhaftierten waren im November 2022 bis zu 1.000 Minderjährige.
Das Regime ließ monatelang nur über getötete Polizisten und Milizen berichten. Ende November 2022 räumte ein General der IRGC erstmals ein, bei den Protesten seien mehr als 300 Bürger des Iran getötet worden, darunter viele Unbeteiligte. Die staatliche Nachrichtenagentur IRNA gab am 5. Dezember 2022 an, bei den Protesten seien „bis zu 200“  Demonstranten, Zivilisten und sogenannte Sicherheitskräfte getötet worden. Menschenrechtsorganisationen schätzen die offiziellen Zahlenangaben als weit zu niedrig ein. Sie gehen von einer hohen Dunkelziffer an weiteren Getöteten aus.
Ein Grund dafür ist, dass das Regime des Iran tausende Menschen willkürlich festnimmt oder entführt, viele ohne rechtsstaatliche Verfahren tötet und ihre Leichen nicht den Angehörigen übergibt, sondern verschwinden lässt. Medienrecherchen und strafrechtliche Ermittlungen sind unter der Diktatur des Iran verboten, nur illegal möglich und dann mit großen Risiken für Zeugen, Investigativjournalisten, Menschenrechtsaktivisten und Anwälte verbunden.

## Todesurteile und Hinrichtungen
Zusätzlich zu den Morden auf offener Straße oder in Haft lässt das Regime des Iran seit Dezember 2022 Bürger, die bei Protesten oder in deren Zusammenhang festgenommen wurden, nach Schauprozessen und willkürlichen Todesurteilen öffentlich  hinrichten. Vier Fälle wurden bisher bekannt:
- Mohsen Schekari, 23, Barista und Rapper, hingerichtet am 8. Dezember 2022,
- Majidreza Rahnavard, 23, öffentlich gehängt am 12. Dezember 2022,
- Mohammad Mehdi Karami, 22, Karate-Sportler, hingerichtet am 7. Januar 2023,
- Seyed Mohammad Hosseini, 20, hingerichtet am 7. Januar 2023;[16]
- Saleh Mir Hashemi (36),
- Majid Kazemi (30),
- Saeed Yaghoubi (37), alle drei wegen angeblichen „Kriegs gegen Gott“ (Moharebeh) am 19. Mai 2023 erhängt.[17]

Diese Taten gelten international als Justizmorde. Wegen der großen Menge der bei den Protesten Festgenommenen und der historischen Erfahrungen mit dem Regime wird eine hohe Zahl solcher Morde erwartet.
Ende Januar 2023 waren laut IHR mindestens 107 Protestierende mit der Hinrichtung bedroht: Sie wurden wegen Tatbeständen angeklagt oder bereits verurteilt, für die das Regime die Todesstrafe vorsieht. Zudem registrierte IHR seit Jahresbeginn 2023 mindestens 55 Häftlinge, die wegen angeblicher gewöhnlicher Straftaten hingerichtet wurden, großenteils von denselben Instanzen wie die Demonstranten und ebenfalls ohne rechtsstaatliche Verfahren. Die Todesstrafe im Iran dient laut IHR zur systematischen Einschüchterung der ganzen Zivilgesellschaft und ist dort immer politisch motiviert. Da die Angehörigen gezwungen werden, zu schweigen, sei die tatsächliche Zahl der von der Todesstrafe Bedrohten höher.
Nach Amnesty International und anderen verlässlichen Quellen wurden bis dahin folgende iranische Bürger zum Tod verurteilt:
- Amir Nasr-Azadani (26),[20]
- Mohammad Boroughani (19),
- Hamid Ghare-Hasanlou,
- Mohammad Ghobadlou (23),
- Seyed Mohammad Hosseini (20),
- Mohammad Mehdi Karami,
- Soheil Khoshdel (17),
- Sadrat (Sedarat) Madani,
- Hossein Mohammadi (26),
- Manouchehr Mehman Navaz,
- Sahand Nourmohammad-Zadeh,
- Ebrahim Rahimi,[21]
- Saman Yasin, auch Saman Seydi (29),
- ein Unbenannter von 16 wegen „Korruption auf Erden“ Angeklagten.[22]

Ab Januar 2023 wurde zum Tod verurteilt:
- Dschawan R. aus Nouschahr.[23]

Weiteren Protestteilnehmern droht die Todesstrafe wegen Anklagen auf angeblich todeswürdige Verbrechen:
- Reza Eslamdoost,
- Akbar Ghafari,
- Mohsen Rezazadeh Gharagholou,
- Abolfazl Mehri Hossein Hajilou,
- Hajar Hamidi,
- Shahram Marouf-Mola,
- Ebrahim Rigi (Riki),
- Toomaj Salehi,
- Karwan Shahiparvaneh,
- Saeed Shirazi,
- Farzad (Farzin) Tahazadeh,
- Farhad Tahazadeh.[22]

Viele weitere Todesurteile und eine unbekannte Zahl von nichtöffentlich Hingerichteten werden befürchtet.

## Liste der Opfer
Die Dokumentationen von HRANA (1), IranWire (2), dem Spiegel (3), AI (4), IHR (5), dem NCRI (6) und IHRM (7) enthalten regulär die Namen der Menschen, die Regimekräfte bei oder nach den Protesten im Iran seit 16. September 2022 getötet haben. Die angegebenen Belege umfassen meist Datum und Ort ihres Todes sowie, falls ermittelt, auch ihr Alter und einige Todesumstände. Die folgende Liste präsentiert die wichtigsten veröffentlichten Angaben chronologisch. Die Namen von nach Schauprozessen Hingerichteten sind farblich grau markiert.
| Todesdatum 2022 | Name                                                                        | Alter      | Ort                                            | Todesumstände | Belege         |
| --------------- | --------------------------------------------------------------------------- | ---------- | ---------------------------------------------- | --- | -------------- |
| 16.9.           | Jina Mahsa Amini                                                            | 22         | Teheran                                        | Nach ihrer Festnahme wegen eines angeblich verrutschten Kopftuchs erhielt sie harte Schläge auf den Kopf, wie ein CT-Bild nahelegt, und starb nach drei Tagen Koma in einem Krankenhaus. | [ 25 ]         |
| 18.9.           | Fouad Ghadimi                                                               | ~40        | Divandareh                                     | erschossen | 1, 2, 3,       |
| 19.9.           | Hajar Abbasi                                                                | ~70        | Mahabad                                        | erschossen | 1              |
| 19.9.           | Fardin Bakhtiari                                                            |            | Sanandadsch                                    | erschossen | 1, 3           |
| 19.9.           | Iman Behzadpour                                                             | 25         | Sanandadsch / Teheran                          | erschossen | 1, 6           |
| 19.9.           | Reza Lotfi                                                                  | ~25        | Dehgolan                                       | erschossen | 1, 3,          |
| 19.9.           | Aisan / Aysan Madanpasand                                                   |            | Täbris                                         | Schläge | 1,             |
| 19.9.           | Fereydoun Mahmoudi                                                          | 32         | Saqqez                                         | erschossen | 1, 3,          |
| 19.9.           | Mohsen Mohammadi                                                            | 28         | Divandareh                                     | erschossen | 1, 3,          |
| 20.9.           | Sasan Bagheri                                                               |            | Rezwanschahr                                   | erschossen | 1, 2           |
| 20.9.           | Farjad Darvishi                                                             | 23         | Balo, Urmia                                    | erschossen | 1, 3,          |
| 20.9.           | Ramin Fathi                                                                 | ~50        | Sanandadsch                                    | starb in Haft | 1              |
| 20.9.           | Zakaria Khial / Khayal                                                      | 16         | Piranschahr                                    | Er verblutete an schweren Verletzungen durch gezielte Nahschüsse und Knüppelschläge. | 1, 3, 4, 5,    |
| 20.9.           | Erfan Khazaei / Kahzaei                                                     |            | Zahedan                                        | erschossen | 1, 2           |
| 20.9.           | Farzin Lotfi                                                                | 35         | Rezwanschahr                                   | erschossen | 1, 3           |
| 20.9.           | Minoo Majidi                                                                | 62         | Kermanschah                                    | Die dreifache Mutter wurde von Basidischi erschossen. Ein Foto ihrer jüngsten Tochter mit abrasierten Haaren und ohne Hidschāb an ihrem Grab wurde in den sozialen Medien weit verbreitet. | 1, 3,          |
| 20.9.           | Diako Mehrnavaei                                                            |            | Bukan                                          | | 6,             |
| 20.9.           | Reza Shahparnia                                                             | 20         | Kermanschah                                    | erschossen | 1, 3,          |
| 20.9.           | Abdolsamad Sabeti Zadeh (Shahu Zahie)                                       |            | Zahedan                                        | erschossen | 2              |
| 20.9.           | Milad Zare                                                                  | 25         | Babol                                          | | 1, 3,          |
| 21.9.           | Hadis Abdi                                                                  | 16         | Urmia                                          | erschlagen | 1              |
| 21.9.           | Fardin Abdkhoda                                                             |            | Saqqez                                         | erschossen | 1              |
| 21.9.           | Maten / Matin Abdollahpour / Abdullahpour                                   | 16         | Balo, Urmia                                    | | 1, 3, 6        |
| 21.9.           | Fereydoun Ahmadi                                                            |            | Saqqez                                         | | [ 33 ]         |
| 21.9.           | Roshana Ahmadi                                                              |            | Bukan                                          | erschossen | 1, 6           |
| 21.9.           | Mehdi Babr-Nejad / Bebrnejhad                                               | 22         | Ghutschan                                      | erschossen | 1, 2, 6        |
| 21.9.           | Abulfazl Baho                                                               | 17         | Qaem-Schahr                                    | erschossen | 1              |
| 21.9.           | Omid Barzegar                                                               |            | Teheran / Baharestan                           | erschossen | 1, 2, 6        |
| 21.9.           | Amir Hossein Basati                                                         | 15–16      | Kermanschah                                    | durch gezielte Nahschüsse mit Metallkugeln getötet | 1, 4, 5,       |
| 21.9.           | Amir Bastami                                                                |            | Kermanschah                                    | | 6              |
| 21.9.           | Ghazaleh Chalavi                                                            | 32/33      | Amol                                           | erschossen | 1, 3,          |
| 21.9.           | Abdolfazl / Abulfazl Akbari Do(u)st                                         |            | Langrud                                        | erschossen | 1, 6           |
| 21.9.           | Mehdi Mohammad Fallah                                                       | 33         | Amol                                           | erschossen | 1, 3           |
| 21.9.           | Mohammad Farmani                                                            |            | Schahr-e Rey                                   | | 6              |
| 21.9.           | Alireza Fathi                                                               | 22/26      | Sanfar, Qazvin                                 | erschossen | 1, 2, 6,       |
| 21.9.           | Amir Ali Fouladi                                                            | 16         | Islamabad-e Gharb                              | erschossen | 1, 3, 4, 5,    |
| 21.9.           | Mohsen Geysari                                                              | 32         | Ilam                                           | erschossen | 1, 3,          |
| 21.9.           | Mehrdad Ghorbani                                                            |            | Zandschan                                      | erschossen | 1, 6           |
| 21.9.           | Milan Haghighi / Haghighati                                                 | 21         | Oschnaviyeh                                    | erschossen | 1, 3,          |
| 21.9.           | Seyed Mohammad Hosseini                                                     |            | Bukan                                          | von Pkw angefahren | 1              |
| 21.9.           | Saeed Iranmensh / Iranmanesh                                                |            | Kerman                                         | erschossen | 1, 6           |
| 21.9.           | Yasin Jamalzadeh                                                            | ~28        | Rezwanschahr                                   | erschossen | 1, 3           |
| 21.9.           | Mehrzad Avazpour Kakrodi (Behnam Rad)                                       |            | Nouschahr                                      | erschossen | 1              |
| 21.9.           | Erfan Khazaee / Khazai                                                      | 30         | Schahriyar                                     | | 1, 6           |
| 21.9.           | Hannaneh Kia                                                                | 22 / 23    | Nouschahr                                      | erschossen | 1, 3,          |
| 21.9.           | Mohsen Mohammadi Kochsaraei / Kochaksarai                                   | 37         | Qaem-Schahr                                    | erschossen | 1, 6           |
| 21.9.           | Behnam Layeghpour                                                           | 37         | Rascht                                         | gezielte Nahschüssen ins Herz | 1, 3,          |
| 21.9.           | Sadreddin Litani                                                            | 27         | Oschnaviyeh                                    | erschossen | 1, 3,          |
| 21.9.           | Amir Hossein Mahdavi                                                        |            | Rascht                                         | erschlagen | 1, 6, 7        |
| 21.9.           | Abdollah Mahmoudpour / Mohammadpour                                         | 16–18      | Balo, Urmia                                    | Er wurde beim Rückzug von einem Basidsch-Büro von hinten gezielt erschossen. | 1, 3, 4,       |
| 21.9.           | Mohsen Mal Mir                                                              |            | Nouschahr                                      | erschossen | 1, 6           |
| 21.9.           | Amin Marefat / Maroufi                                                      | 16         | Oschnaviyeh                                    | von IRGC erschossen | 1, 3, 4, 5,    |
| 21.9.           | Abdolfazl Mehdipour (Roshan)                                                | ~20        | Babol                                          | erschossen | 1, 2, 6        |
| 21.9.           | Sey(y)ed Abbas Mirmousa(vi)                                                 |            | Langrud                                        | erschossen | 1, 6           |
| 21.9.           | Mahsa Mogouei                                                               | 18         | Fuladschahr (in Lendschan (Verwaltungsbezirk)  | erschossen | 1, 3,          |
| 21.9.           | Amir Mehdi Malak Mohammadi                                                  |            | Teheran                                        | | 6              |
| 21.9.           | Iman Mohammadi                                                              |            | Islamabad-e Gharb                              | | 1, 3,          |
| 21.9.           | Saeid Mohammadi                                                             | 21         | Islamabad-e Gharb                              | erschossen | 1, 3,          |
| 21.9.           | Seyyed Sina Mousavi                                                         |            | Amol                                           | erschossen | 1, 6           |
| 21.9.           | Hadis Najafi                                                                | 22 / 23    | Karadsch                                       | erschossen | 1, 3,          |
| 21.9.           | Mehrab Najafi                                                               |            | Zarinschahr                                    | | 1, 6           |
| 21.9.           | Seyed Mahdi (Mehdi) Mousavi Nikoo / Nikou                                   | 15–16      | Zandschan                                      | mit Metallkugeln in den Rücken niedergeschossen, dann mit Polizeiknüppeln erschlagen | 1, 3, 4, 5, 7, |
| 21.9.           | Amir Nowrozi                                                                | 16         | Bandar Anzali                                  | erschossen | 1, 3, 4        |
| 21.9.           | Arash Pahlavan                                                              | 27         | Maschhad                                       | erschossen | 1, 6           |
| 21.9.           | Danesh Rahnema                                                              | 25         | Balo, Urmia                                    | erschossen | 1, 3,          |
| 21.9.           | Parza Rezadoust                                                             | 17         | Karadsch                                       | | 1, 3           |
| 21.9.           | Erfan Rezaei                                                                | 21         | Amol                                           | erschossen | 1, 3           |
| 21.9.           | Ali Mozaffari Salanghouch                                                   | 17         | Ghutschan                                      | erschossen | 1, 3           |
| 21.9.           | Mohammad Mam Saleh                                                          |            | Sardascht                                      | | 6              |
| 21.9.           | Mohammed Reza Savari                                                        | 14         | Haschtgerd / Schahr-e Rey, Teheran             | | 1, 3, 4        |
| 21.9.           | Nika Shakarami                                                              | 16         | Teheran                                        | Sie wurde bei einem Studentenprotest von Basidischi gejagt, verschwand spurlos und wurde neun Tage später als angebliches Opfer eines Unfalls oder Suizids tot der Familie übergeben. Laut Zeugen hatten IRGC sie verhört und ins Evin-Gefängnis gebracht. Laut einer Autopsie brachen harte Schläge ihren Schädel. | 1-7,           |
| 21.9.           | Amir Hossein Shams (Nateri)                                                 |            | Nouschahr                                      | erschossen | 1, 6           |
| 21.9.           | Po(u)ya Sheida / Sheyda                                                     | ~18        | Urmia                                          | | 1, 6           |
| 21.9.           | Morteza Soltanian                                                           | 34         | Isfahan / Teheran                              | starb in Haft | 1, 6           |
| 21.9.           | Mohammad Amin Takeli / Takoli                                               |            | Teheran                                        | von Tränengasgranate getroffen | 1, 6           |
| 21.9.           | Mohammad Hassan Torkaman                                                    | 27         | Babol                                          | erschossen | 1, 3           |
| 21.9.           | Mehdi Zahedi                                                                |            | Urmia                                          | | 6              |
| 21.9.           | Mohammad Zamani                                                             | 15–16      | Teheran                                        | erschossen | 1, 2, 5        |
| 21.9.           | Mohammad Zarei(e)                                                           |            | Ghartschak Waramin / Sanqar                    | erschossen | 1, 2, 6,       |
| 22.9.           | Mohammad Abdullahi                                                          | 36         | Ilam                                           | in Haft gefoltert und erschlagen | 1, 7           |
| 22.9.           | Kanaan Aghaei                                                               | 18         | Karadsch                                       | erschossen | 1, 6           |
| 22.9.           | Mehrdad Avazpour                                                            |            | Nouschahr                                      | erschossen | 1, 6           |
| 22.9.           | Pedram Azarnoush                                                            | 16         | Dehdascht                                      | Er wurde als Zuschauer von wahllosen ICRG-Schüssen in die Menge tödlich getroffen. | 1, 3, 4,       |
| 22.9.           | Mehrdad Behnam-Asl                                                          |            | Dehdascht                                      | | 1, 3           |
| 22.9.           | Ali Asghar Ghurt Beiglu                                                     |            | Karadsch                                       | | 6              |
| 22.9.           | Mohammad Reza Eskandari                                                     | 25         | Pakdascht / Alborz                             | | 1, 3,          |
| 22.9.           | Ahmadreza Gholji                                                            | 17         | Hamedan                                        | | 1              |
| 22.9.           | Sasan Ghorbani                                                              | 31–32      | Rezwanschahr                                   | Er wurde angeschossen, als er einem verwundeten Protestler half, in Haft geschlagen, ärztliche Hilfe wurde verhindert. | 1, 3,          |
| 22.9.           | Arvin Mal(a)mali Golzari                                                    | ~18        | Fuladschahr                                    | | 1, 6           |
| 22.9.           | Esmail Heydari                                                              | 18         | Ardabil / Chalus / Tonekabon                   | erschossen | 1, 2, 6        |
| 22.9.           | Javad Heydari                                                               | 36         | Qazvin                                         | erschossen | 1, 3           |
| 22.9.           | Mohammad Hosseinkhah                                                        |            | Mazandaran                                     | erschossen | 1, 6           |
| 22.9.           | Yaser Jafari                                                                |            | Ilam                                           | | 1              |
| 22.9.           | Rouzbeh Khademi(an)                                                         | 32         | Karadsch                                       | erschossen | 1, 2,          |
| 22.9.           | Shirin Alizadeh Khansari                                                    | 35         | Tschalus                                       | durch gezielten Kopfschuss ermordet | 1, 2, 6,       |
| 22.9.           | Mehdi Leilazi                                                               |            | Karadsch                                       | erschossen | 1              |
| 22.9.           | Mohammad Ras(o)ul Momenizadeh                                               | 23         | Rascht                                         | erschossen | 1, 6           |
| 22.9.           | Mohammad Reza Mohtasham                                                     |            | Qazvin                                         | | 1              |
| 22.9.           | Mohsen Pazouki                                                              | 22         | Pakdascht / Waramin                            | erschossen | 1              |
| 22.9.           | Maziar Salmanian / Soleimanian                                              |            | Rascht                                         | | 1, 3           |
| 22.9.           | Mohammad Reza Sarvari                                                       | 14         | Schahr-e Rey                                   | erschossen | 1, 2, 4,       |
| 22.9.           | Mustafa Shamlou                                                             | 21         | Teheran                                        | | 1              |
| 22.9.           | Setareh Tajik                                                               | 17         | Teheran                                        | Die Afghanin wurde mit Polizeiknüppeln erschlagen. Ihre Familie wurde zum Schweigen gezwungen. | 1, 2, 3, 4, 7, |
| 22.9.           | Mehregan Zahmatkesh                                                         |            | Rascht                                         | | 1              |
| 23.9.           | Ehsan Alibazi                                                               | 16         | Schahr-e Qods                                  | | 1, 5           |
| 23.9.           | Sarina Esmailzadeh                                                          | 16         | Gohardascht-Gefängnis in Karadsch / Mehrschahr | Sie wurde mit Knüppelschlägen auf den Kopf erschlagen. Die Justizbehörde behauptete, sie habe Suizid durch Sprung von einem Hausdach begangen. Um die Tote bestatten zu dürfen, durfte ihre Familie den Sarg nicht öffnen und musste die Behördenangaben unter Morddrohungen der IRGC bestätigen.                   | 1, 4, 5, 7,    |
| 23.9.           | Hamid Fouladvand                                                            |            | Pakdascht                                      | gezielt erschossen | 2              |
| 23.9.           | Alireza Hosseini                                                            | 26         | Eslamschahr / Teheran                          | Bei Durchsuchung eines Hauses von Arbeitsmigranten unter dem Verdacht der Protestteilnahme erschossen | 1, 2,          |
| 23.9.           | Seyyedeh Ameneh Vahdat Hosseini                                             |            | Karadsch                                       | | 1              |
| 23.9.           | Javad Khansari                                                              | 36         | Teheran                                        | Lungenschaden durch Tränengas | 1, 6           |
| 23.9.           | Hossein Morovati                                                            |            | Ghartschak / Waramin                           | erschossen | 1, 6           |
| 23.9.           | Hadiye / Hediyeh Na(e)imani                                                 | 25         | Nouschahr                                      | erschossen | 1, 6,          |
| 23.9.           | Pouya (Ali) Ahmadpour Pasikh(a)ni                                           | 17         | Rascht                                         | erschlagen oder erschossen | 1, 2, 5        |
| 23.9.           | Ahmad Reza Qoliji                                                           |            | Hamadan                                        | | 6              |
| 23.9.           | Parsa Rezadoust                                                             | 17         | Haschtgerd / Alborz                            | erschossen | 1, 3, 4, 5     |
| 23.9.           | Mohammad Javad Zahedi (Saravi)                                              | 16/20      | Sari                                           | gezielte Kopf- und Nackenschüsse | 1, 2, 5,       |
| bis 24.9.       | Mehdi Asgari                                                                | 25         | Garmsar                                        | erschossen | 1, 3, 4,       |
| bis 24.9.       | Mehrzad Avazpour                                                            |            | Nouschahr                                      | | 4              |
| bis 24.9.       | Mohammad Hosseinikhah                                                       | ~20        | Sari                                           | erschossen | 1, 4           |
| bis 24.9.       | Hossein Ali Kia Kanjouri                                                    | 23         | Nouschahr                                      | erschossen | 1, 3, 4        |
| bis 24.9.       | Mahmoud Keshvari                                                            |            | Karadsch                                       | erschossen | 1, 2           |
| bis 24.9.       | Lina Namour / Namvar                                                        | 21         | Teheran                                        | | 6              |
| bis 24.9.       | Samira Noori                                                                |            | Teheran                                        | | [ 44 ]         |
| bis 24.9.       | Morteza Nowroozi                                                            | 22         | Langrud                                        | erschossen | 1, 3           |
| bis 24.9.       | Reza Saed                                                                   |            | Teheran                                        | | 6              |
| bis 24.9.       | Mohammad Hossein Sarvi / Savari-Rad                                         |            | Garmsar / Teheran                              | | 1, 3           |
| 25.9.           | Mohammad Jameh Bozorg                                                       |            | Karadsch                                       | erschossen | 1              |
| 25.9.           | Hamin Foulavand                                                             |            | Waramin                                        | | 1              |
| 25.9.           | Nader Kokar                                                                 |            | Rudsar                                         | | 6              |
| 25.9.           | Siavash Mahmoudi                                                            | 16         | Nazi Abad, Teheran                             | Kopfschuss | 1, 2, 3, 4, 5, |
| 25.9.           | Mohammad Hossein Marevatti                                                  | 18         | Waramin                                        | erschossen | 1              |
| 25.9.           | Milad Ostad-Hashem                                                          | 37         | Teheran                                        | Er fuhr mit dem Motorrad zu einem Protest und wurde von hinten erschossen. Seine Familie musste die tödliche Munition teuer bezahlen und erklären, er sei ein von Aufständischen erschossener Basidsch; andernfalls hätte man seine achtjährige Tochter ermordet.                                                   | [ 45 ]         |
| 25.9.           | Afshin Shehamat                                                             |            | Teheran                                        | | 6              |
| 25.9.           | Mohammed Hossein Turkman                                                    | 27         | Babol                                          | | [ 46 ] [ 47 ]  |
| 26.9.           | Abdolsalam / Abdussalam Ghader Galvani / Abdussalam Qadir Galvan            | 32         | Oschnaviyeh                                    | erschossen | 1, 2,          |
| 28.9.           | Samad Bargi Nia                                                             |            | Piranschahr                                    | erschossen | 1, 2, 6,       |
| 28.9.           | Amir Mahdi / Mehdi Far(o)khipour                                            | 17         | Teheran, Keshavarz Boulevard                   | Er wurde mit Metallkugeln und scharfer Munition gezielt erschossen. Sein Vater musste einen Autounfall als Ursache nennen; sonst werde man seine Töchter ermorden. | 1, 3, 4, 5,    |
| 28.9.           | Ghazaleh Ghasemi / Qassemi                                                  |            | Teheran                                        | | 6              |
| 28.9.           | Amir Reza Naderzadeh                                                        | 19         | Nouschahr                                      | | 1, 6           |
| 29.9.           | Saman Ghadirpour                                                            | 37         | Teheran                                        | starb in Haft | 1              |
| 29.9.           | Seyed Alireza Hosseini                                                      | 23/26      | Teheran                                        | erschossen | 1              |
| 29.9.           | Erfan Nazarbeigi                                                            |            | Teheran                                        | erschossen | 1, 2           |
| 29.9.           | Sepehr Sharifi Torgaba                                                      | 20         | Teheran                                        | erschossen | 1              |
| 30.9.           | Esmail Abil                                                                 |            | Massaker von Zahedan                           | erschossen | 1, 2           |
| 30.9.           | Ali Agheli (Narui / Naroei)                                                 | 28         | Massaker von Zahedan                           | | 1, 2, 3        |
| 30.9.           | Lal Mohammad Alizehi                                                        |            | Massaker von Zahedan                           | erschossen | 1, 2, 3        |
| 30.9.           | Abu Bakr Ali-Zeh(e)i                                                        | 25         | Massaker von Zahedan                           | erschossen | 1, 2, 3        |
| 30.9.           | Balal Anshini                                                               |            | Massaker von Zahedan                           | | 1, 2, 3        |
| 30.9.           | Lal Mohammad Anshani / Anshini                                              |            | Massaker von Zahedan                           | | 1, 2, 3        |
| 30.9.           | Mehdi Anshini                                                               |            | Massaker von Zahedan                           | erschossen | 1, 2           |
| 30.9.           | Moosa / Musa Nahtani Anshini                                                |            | Massaker von Zahedan                           | erschossen | 1, 2           |
| 30.9.           | Ali Aqli (Naroui)                                                           |            | Massaker von Zahedan                           | | 2              |
| 30.9.           | Suleiman Arab                                                               |            | Massaker von Zahedan                           | erschossen | 1, 2           |
| 30.9.           | Amin Gale / Goleh Bache(h)                                                  |            | Massaker von Zahedan                           | erschossen | 1, 2           |
| 30.9.           | Amin (Badr al-Uloum Seminary)                                               |            | Massaker von Zahedan                           | | 2              |
| 30.9.           | Riassat (Badel) Balouch                                                     |            | Massaker von Zahedan                           | | 2              |
| 30.9.           | Abdorrahman Balouchi                                                        |            | Massaker von Zahedan                           | | 2              |
| 30.9.           | Abdolrahman / Abdul Rahman Balochi Khah / Baluchikhah                       |            | Massaker von Zahedan                           | | 1, 2, 3        |
| 30.9.           | Ali B(a)rahouie                                                             | 14         | Massaker von Zahedan                           | beim Freitagsgebet erschossen | 1, 2, 3, 4,    |
| 30.9.           | Abdol / Abdul Samad Barahui / Brahoei (Aidouzehi)                           |            | Massaker von Zahedan                           | | 1, 2           |
| 30.9.           | Mahmoud B(a)rahui                                                           | 18         | Massaker von Zahedan                           | | 1, 2           |
| 30.9.           | Mohammad Barahui / Brahoei                                                  |            | Massaker von Zahedan                           | | 1, 2           |
| 30.9.           | Zacharie Barahui                                                            |            | Massaker von Zahedan                           | | 2              |
| 30.9.           | Mustafa Barichi / Berichi                                                   | 24         | Massaker von Zahedan                           | erschossen | 1, 2           |
| 30.9.           | Ali Akbar Halghe-Begosh                                                     |            | Massaker von Zahedan                           | erschossen | 1, 2           |
| 30.9.           | Ali Brahui                                                                  | 11         | Massaker von Zahedan                           | erschossen | 2              |
| 30.9.           | (Lal) Mahmoud / Mohammad Brahoui                                            | 18         | Massaker von Zahedan                           | | 1, 2, 3        |
| 30.9.           | Abdol / Abdul Ghafoor Dahmarde / Dehmordeh                                  |            | Massaker von Zahedan                           | erschossen | 1, 2           |
| 30.9.           | Mansour Dehmardeh                                                           |            | Massaker von Zahedan                           | | 2              |
| 30.9.           | Musa Doveira / Doira (Naroei)                                               | 18         | Massaker von Zahedan                           | | 1, 2           |
| 30.9.           | Mohammad Farough-Rakhsh                                                     |            | Massaker von Zahedan                           | | 2, 3           |
| 30.9.           | Mohammad Ali Gamshadzeh(e)i                                                 | 18/21      | Massaker von Zahedan                           | | 1, 2, 3        |
| 30.9.           | Mohammad Amin Gamshadzeh/e)i                                                | 17         | Massaker von Zahedan                           | gezielter Schuss ins Herz | 1, 2, 3, 4     |
| 30.9.           | Amir Mohammad Gamshadzehi                                                   |            | Massaker von Zahedan                           | | 1              |
| 30.9.           | Mohsen Gamshadzeh(e)i                                                       |            | Massaker von Zahedan                           | | 1, 2, 3        |
| 30.9.           | Vahed Gamshadzehi                                                           |            | Massaker von Zahedan                           | | 2              |
| 30.9.           | Salahedin / Salahuddin Gamshadzehi                                          | 27         | Massaker von Zahedan                           | erschossen | 1, 2, 3        |
| 30.9.           | Ebrahim Gargij                                                              |            | Massaker von Zahedan                           | | 1              |
| 30.9.           | Saeed Gargij                                                                |            | Massaker von Zahedan                           | | 1              |
| 30.9.           | Saeed / Saeid Gergige / Gorgeeg                                             |            | Massaker von Zahedan                           | erschossen | 2              |
| 30.9.           | Aminollah Ghaljaei                                                          |            | Massaker von Zahedan                           | | 2, 3           |
| 30.9.           | Mohammad Ghaljei                                                            |            | Massaker von Zahedan                           | | 2, 3           |
| 30.9.           | Abdol Jalil Ghanbarzehi / Qanbar Zehi                                       |            | Massaker von Zahedan                           | | 1, 2           |
| 30.9.           | Khalil Ghanbarzahi (tanha) / Qanbar Zehi                                    |            | Massaker von Zahedan                           | | 1, 2           |
| 30.9.           | Matin Ghanbarzehi                                                           | 13–14 / 18 | Massaker von Zahedan                           | erschossen | 1, 2, 4        |
| 30.9.           | Aminullah Gholjaei / Qoljai                                                 |            | Massaker von Zahedan                           | | 1, 2           |
| 30.9.           | Mohammad Gholjaei / Qoljaei                                                 |            | Massaker von Zahedan                           | | 1, 2           |
| 30.9.           | Ibrahim Gorgij                                                              |            | Massaker von Zahedan                           | | 2, 3           |
| 30.9.           | Matine Qanbar Zehi Gorgij                                                   |            | Massaker von Zahedan                           | | 2              |
| 30.9.           | Amir Mohammad Gumshadzehi                                                   |            | Massaker von Zahedan                           | | 2              |
| 30.9.           | Ali Akbar Halgheh-Begoosh                                                   |            | Massaker von Zahedan                           | | 2, 3           |
| 30.9.           | Omran / Umran Hassanzehei / Hassan Zehi                                     | 18         | Massaker von Zahedan                           | erschossen | 1, 2, 3        |
| 30.9.           | Samer Hashemzehie                                                           | 16         | Massaker von Zahedan                           | nach dem Freitagsgebet erschossen | 1, 2, 3, 4, 5, |
| 30.9.           | Sami Hashemzehi                                                             | 33         | Massaker von Zahedan                           | | 1              |
| 30.9.           | Vahid Hovat / Hout                                                          |            | Massaker von Zahedan                           | | 2, 3           |
| 30.9.           | Hamid Isa-Zeh(e)i                                                           |            | Massaker von Zahedan                           | | 1, 2, 3        |
| 30.9.           | Azizollah / Azizullah Kabdani / Kebdani / Kubdani                           |            | Massaker von Zahedan                           | erschossen | 1, 2           |
| 30.9.           | Nematollah / Nematullah Kabdani / Kubdani                                   |            | Massaker von Zahedan                           | erschossen | 1, 2, 3        |
| 30.9.           | Sadis / Sedis / Sodeys Kashani / Keshani                                    | 14         | Massaker von Zahedan                           | nach dem Freitagsgebet erschossen | 1, 2, 3, 5,    |
| 30.9.           | Mirshekar(i)                                                                | 2          | Massaker von Zahedan                           | | 1, 2, 4, 5     |
| 30.9.           | Amirhossein Parnian Mirkazehi (Rigi)                                        | 19         | Massaker von Zahedan                           | erschossen | 1, 2           |
| 30.9.           | Jalil Mohammad-Zeh(e)i                                                      |            | Massaker von Zahedan                           | | 1, 2, 3        |
| 30.9.           | Abubakr Nahtani                                                             |            | Massaker von Zahedan                           | erschossen | 1, 2           |
| 30.9.           | Abdullah Naroei / Narui                                                     |            | Massaker von Zahedan                           | erschossen | 1, 2           |
| 30.9.           | Abdol Majid Naroui                                                          |            | Massaker von Zahedan                           | | 2              |
| 30.9.           | Hamid Naro(u)ei                                                             |            | Massaker von Zahedan                           | | 1, 2, 3        |
| 30.9.           | Hamzeh Narouei / Narui                                                      | 26         | Massaker von Zahedan                           | | 1, 2, 3        |
| 30.9.           | Mohammad Sediq / Sadigh Narouei                                             |            | Massaker von Zahedan                           | | 2, 3           |
| 30.9.           | Younes / Yunus Narouei / Narui                                              |            | Massaker von Zahedan                           | | 1, 2, 3        |
| 30.9.           | Abdollah Naroui                                                             |            | Massaker von Zahedan                           | | 2              |
| 30.9.           | Mohammad Sedigh Rafe / Rafi Naroei / Naroui                                 | 23         | Massaker von Zahedan                           | | 1, 2, 3        |
| 30.9.           | Hasti Naroei / Narui                                                        | 6          | Massaker von Zahedan                           | Kopfschuss mit Gaspatrone | 1, 2, 6        |
| 30.9.           | Musa Dovira Narui                                                           | 18         | Massaker von Zahedan                           | erschossen | 2              |
| 30.9.           | Abdol / Abdul Vahid Tohid Nia                                               |            | Massaker von Zahedan                           | erschossen | 1, 2           |
| 30.9.           | Abdul Ghafoor Noor-Barahui / Noorbrahoei                                    |            | Massaker von Zahedan                           | erschossen | 1, 2, 3        |
| 30.9.           | Javad Po(u)sheh                                                             | 11–12      | Massaker von Zahedan                           | gezielte Kopfschüsse nach dem Freitagsgebet | 1, 2, 3, 4, 5  |
| 30.9.           | Abdolman(n)an / Abdulmanan Rakhshani                                        |            | Massaker von Zahedan                           | erschossen | 1, 2           |
| 30.9.           | Balal Rakhshani                                                             |            | Massaker von Zahedan                           | erschossen | 1, 2           |
| 30.9.           | Abdol / Abdul Jalil Rakhshani                                               | 20         | Massaker von Zahedan                           | erschossen | 1, 2           |
| 30.9.           | Mansour Rakhshani                                                           | 23         | Massaker von Zahedan                           | | 1, 2, 3        |
| 30.9.           | Mohammad Rakhshani                                                          | 12         | Massaker von Zahedan                           | Kopfschuss | 1, 3, 4, 5,    |
| 30.9.           | Mohammad Farogh Rakhshani                                                   |            | Massaker von Zahedan                           | | 1              |
| 30.9.           | Heder / Heydar Naroei / Narui Rashid                                        |            | Massaker von Zahedan                           | | 1, 2           |
| 30.9.           | Abdolhamid Rigi                                                             |            | Massaker von Zahedan                           | erschossen | 2              |
| 30.9.           | Abdol / Abdul Majid Rigi                                                    | 27         | Massaker von Zahedan                           | erschossen | 1, 2           |
| 30.9.           | Behzad Rigi                                                                 | 30         | Massaker von Zahedan                           | erschossen | 1, 2           |
| 30.9.           | Mohammad Rigi                                                               |            | Massaker von Zahedan                           | | 1, 2, 3        |
| 30.9.           | Gangozehi / Gungo Zehi Rigi                                                 |            | Massaker von Zahedan                           | | 1, 2           |
| 30.9.           | Amir Hossein Mir Kazehi Riggi                                               | 19         | Massaker von Zahedan                           | | 2, 3           |
| 30.9.           | Hamid Reza Saneipour                                                        | 30         | Massaker von Zahedan                           | erschossen | 1, 2           |
| 30.9.           | Ahmad Sarani (Jam(m)a Alizehi)                                              | 26         | Massaker von Zahedan                           | erschossen | 1, 2           |
| 30.9.           | Omid Sarani                                                                 | 12–13      | Massaker von Zahedan                           | erschossen | 1, 2, 3,       |
| 30.9.           | Omid Safarzahi / Safarzehi(e)                                               | 17         | Massaker von Zahedan                           | erschossen | 1, 2, 4, 5,    |
| 30.9.           | Ahmad Sargolzaei                                                            |            | Massaker von Zahedan                           | | 1, 2, 3        |
| 30.9.           | Abdolmalek / Abdul Malek Shahbakhsh                                         |            | Massaker von Zahedan                           | | 1, 2, 3        |
| 30.9.           | Abdullah Shahbakhsh                                                         |            | Massaker von Zahedan                           | erschossen | 1, 2           |
| 30.9.           | Ahmad Shahbakhsh                                                            |            | Massaker von Zahedan                           | | 1, 2, 3        |
| 30.9.           | Danial / Daniel Shahbakhsh                                                  | 11         | Massaker von Zahedan                           | erschossen | 1, 2           |
| 30.9.           | Farzad Shahbakhsh                                                           |            | Massaker von Zahedan                           | erschossen | 1, 2, 3        |
| 30.9.           | Imran Shahbakhsh                                                            |            | Massaker von Zahedan                           | | 2              |
| 30.9.           | Majid Balochzehi Shahbakhsh / Sheh Bakhsh)                                  |            | Massaker von Zahedan                           | | 1, 2           |
| 30.9.           | Mohiuddin Shahbakhsh                                                        |            | Massaker von Zahedan                           | | 1, 2           |
| 30.9.           | Omran / Umran Shahbakhsh                                                    |            | Massaker von Zahedan                           | | 1, 2, 3        |
| 30.9.           | Yaser Shahbakhsh                                                            |            | Massaker von Zahedan                           | | 1, 2, 3        |
| 30.9.           | Abdol / Abdul Khalegh / Khaleq (Omar) Shahnavazi                            |            | Massaker von Zahedan                           | erschossen | 1, 2           |
| 30.9.           | Amir Hamzeh Shahnavazi                                                      |            | Massaker von Zahedan                           | | 1, 2, 3        |
| 30.9.           | Mahmoud Shahnavazi                                                          |            | Massaker von Zahedan                           | | 1, 2           |
| 30.9.           | Mohammad Eghbal (Iqbal) Na(y)ebzehei Shahnavazi                             | 16         | Massaker von Zahedan                           | erschossen | 1, 2, 3,       |
| 30.9.           | (Mohammad) Omar Shahnavazi                                                  |            | Massaker von Zahedan                           | erschossen | 1, 2, 3        |
| 30.9.           | Omid Shahnavazi                                                             |            | Massaker von Zahedan                           | | 1, 2           |
| 30.9.           | Thamer Shahnavazi                                                           |            | Massaker von Zahedan                           | | 2              |
| 30.9.           | Yaser Shahouzehi                                                            | 16         | Massaker von Zahedan                           | Kopfschuss | 1, 3, 4, 5     |
| 30.9.           | Abdol / Abdul Samad (Sabeti) Shah(o)uzeh(e)i / Thabitizadeh                 | 27         | Massaker von Zahedan                           | erschossen | 1, 2, 3        |
| 30.9.           | Jaber Shirouz(eh)i                                                          | 12         | Massaker von Zahedan                           | Kopfschuss | 1, 2, 3, 4     |
| 30.9.           | Najm al-Din Tajik                                                           |            | Massaker von Zahedan                           | | 2              |
| 30.9.           | Najmeddin / Najmuddin Tajik                                                 |            | Massaker von Zahedan                           | erschossen | 1, 2           |
| 30.9.           | Zoleikha Tarzi                                                              |            | Massaker von Zahedan                           | | 6              |
| 30.9.           | Abdulvahid Tohidnia                                                         |            | Massaker von Zahedan                           | erschossen | 2              |
| 30.9.           | Mohammad Reza Adib To(u)tazehi                                              |            | Massaker von Zahedan                           | | 1, 2, 3        |
| 30.9.           | Esmail Hossein Zahi / Zehi                                                  |            | Massaker von Zahedan                           | | 1, 2           |
| 30.9.           | Mohammad Ali Esmail / Ismail Zehi (Shah Bakhsh)                             |            | Massaker von Zahedan                           | | 1, 2           |
| 30.9.           | Mohammad Eqbal Naib Zehi                                                    |            | Massaker von Zahedan                           | | 2, 3           |
| 30.9.           | Gholam Nabi Noti Zehi                                                       |            | Massaker von Zahedan                           | | 1, 2           |
| 1.10.           | Mokhtar / Mukhtar Ahmadi                                                    | 19         | Marivan                                        | erschossen | 1, 2,          |
| 1.10.           | Ali Bani Assad                                                              |            | Ahvaz                                          | | 2, 6           |
| 1.10.           | Khodanour Laje’i                                                            |            | Zahedan                                        | | 2, 6           |
| 1.10.           | Ehsan Khan Mohammadi                                                        | 29         | Teheran                                        | erschossen | 1, 2, 6, 7     |
| 1.10.           | Po(u)ya Rajab Nia                                                           | 24         | Babol                                          | | 1, 2           |
| 1.10.           | Mehrab Dolat Panah                                                          |            | Talesch                                        | erschossen | 1, 2           |
| 2.10.           | Jamal Abdol / Abdul Naser Mohammad Ha(s)sani Barahui / Brahoei              |            | Zahedan                                        | erschossen | 1, 2, 6        |
| 2.10.           | Saamer Hashemzehie                                                          |            | Zahedan                                        | | 2, 6           |
| 2.10.           | Arman Hassanzani / Hassan Zehi / Hasan Zaee                                 |            | Zahedan                                        | | 1, 2, 6        |
| 2.10.           | Mahmoud Hassanzani / Hassanzehi / Hasan Zaee                                |            | Zahedan                                        | | 1, 2, 6        |
| 2.10.           | Morteza Morteza Hassanzani / Hassan Zehi / Hasan Zaee                       |            | Zahedan                                        | | 1, 2, 6        |
| 2.10.           | Zolfaghar / Zolfaqar / Zulfaghar (Jan) Hassanzani / Hasan Zehi / Hasan Zaee |            | Zahedan                                        | | 1, 2, 6        |
| 2.10.           | Khodanoor / Khodanur Lajai / Lajei                                          | 27         | Zahedan                                        | unbehandelter Bauchschuss | 1, 2           |
| 2.10.           | Salman Maleki                                                               | 25         | Zahedan                                        | erschossen | 1, 2           |
| 2.10.           | Ali Akbar Rabi’i / Rabiei                                                   | 40         | Isfahan                                        | erschossen | 1, 2, 6        |
| 2.10.           | Mahed(d)in / Mahuddin Shirouzehi / Shiro Zehi                               |            | Karimabad, Zahedan                             | erschossen | 1, 2, 6        |
| 3.10.           | Mostafa Beriji                                                              |            | Zahedan                                        | | 2, 6           |
| 3.10.           | Mohammad Mehrdadi                                                           |            | Teheran                                        | | 2, 6           |
| 4.10.           | Yazdan Farmani                                                              |            | Teheran                                        | | 6              |
| 5.10.           | Nemia / Nima Shafagh Do(u)st / Shafigh-Doost / Shafiqdoust                  | 16         | Salmas / Urmia                                 | mit Metallkugeln gezielt erschossen | 1, 2, 4, 5, 6, |
| 6.10.           | Reza Bonyadi                                                                |            | Teheran                                        | | 2, 6           |
| 6.10.           | Emad Heydari                                                                | 31         | Ahvaz                                          | in Haft erschlagen | 1, 2, 6        |
| 7.10.           | Amir Mahdi / Mehdi Has(s)ani                                                | 23         | Ghutschan                                      | nach Taser-Angriff auf ölgetränkte Kleidung verbrannt | 1, 2           |
| 8.10.           | Abdulfazi Adina / Abolfazl Adinezadeh                                       | 16–17      | Maschhad                                       | erschossen | 1, 2, 5, 6,    |
| 8.10.           | Daryoush / Dariush Alizadeh                                                 |            | Sanandadsch                                    | erschossen | 1, 2, 6,       |
| 8.10.           | Mohammad Amini (Himen Aman)                                                 | 33         | Sanandadsch                                    | gezielter Nahschuss | 1, 2, 6,       |
| 8.10.           | Mohammad Javad Farmani                                                      | 24         | Teheran                                        | erschossen | 1              |
| 8.10.           | Maryam Ghavasi                                                              |            | Maschhad                                       | | 6              |
| 8.10.           | Sajjad Jafari                                                               | 14         | Schiras                                        | nach Protest vermisst; mit zerschmettertem Gesicht tot gefunden. Eltern, afghanische Migranten, wurden gezwungen, einen Unfall als Ursache anzugeben. | 6, 7           |
| 8.10.           | Ainaz / Aynaz Javaheri                                                      | 15         | Kermanschah                                    | | 1, 6           |
| 8.10.           | Simeh / Somayyeh Mahmoudinejad                                              |            | Kerman                                         | | 6              |
| 8.10.           | Peyman Manbari / Menbari                                                    | 25/29      | Sanandadsch                                    | erschossen | 1, 2, 6,       |
| 8.10.           | Mohsen Mousavi                                                              | 30/32      | Teheran                                        | mit Metallkugeln in den Hinterkopf geschossen, dann erschlagen | 1, 2, 6, 7     |
| 8.10.           | Yahya Rahimi (Sarab Shahraki)                                               | 31         | Sanandadsch                                    | gezielter Nahschuss, weil der Autofahrer für die Proteste gehupt hatte | 1, 2, 6,       |
| 8.10.           | Nagin / Negin Salehi                                                        | 26         | Teheran                                        | erschlagen | 1, 6           |
| 8.10.           | Kamran Shahbazi                                                             | ~35        | Teheran / Karadsch                             | erschlagen | 1, 6, 7        |
| 8.10.           | Sopher Sharifi                                                              |            | Teheran                                        | | 2, 6           |
| 9.10.           | Nadia Arefani                                                               | 23         | Fardis in Karadsch                             | erlag schweren Verletzungen bei einer Demonstration am Vortag | 2, 6           |
| 9.10.           | Aref Ashouri                                                                |            | Rascht, Lakan-Gefängnis                        | | 6              |
| 9.10.           | Mehrzad Behrouz                                                             |            | Rascht, Lakan-Gefängnis                        | | 6              |
| 9.10.           | Milad Derakhshan                                                            |            | Rascht, Lakan-Gefängnis                        | | 6              |
| 9.10.           | Ari(a)n Moridi                                                              |            | Salas-e Babadschani                            | erschossen | 1, 2,          |
| 9.10.           | Mohammad Anoush Niya                                                        |            | Rascht, Lakan-Gefängnis                        | | 6              |
| 9.10.           | Maytham Padidar                                                             |            | Rascht                                         | | 6              |
| 9.10.           | Mehran Rajabi                                                               |            | Rascht, Lakan-Gefängnis                        | | 6              |
| 9.10.           | Sey(y)ed Ahmad Shokrollahi                                                  |            | Isfahan                                        | erschossen | 1, 2, 6        |
| 9.10.           | Marzieh Doshman Ziari                                                       | 22         | Schiras / Buschehr                             | mit Polizeiknüppeln erschlagen | 7,             |
| 10.10.          | Esmail Dezvar                                                               |            | Saqqez                                         | Nach 12 Tagen Haft in einem Hospital gestorben. Familie musste einen Unfalltod angeben. | 1, 2,          |
| 10.10.          | Farzin Farrokhi                                                             |            | Saqqez                                         | erschossen | 1, 2, 6        |
| 10.10.          | Omid Mahdavi                                                                |            | Teheran                                        | erschlagen | 1, 2, 6        |
| 10.10.          | Elaheh Sa’idi / Saee(i)di                                                   | 18         | Saqqez                                         | | 1, 2, 6        |
| 12.10.          | Helen Ahmadi                                                                | 7          | Bukan                                          | erschossen | 1, 6           |
| 12.10.          | Kamal Faghhi / Fegghi / Feqhi                                               | 46         | Bukan                                          | als Protestzuschauer erschossen | 1, 2, 6,       |
| 12.10.          | Farzaneh Kazemi                                                             |            | Qazvin                                         | erschossen | 1,             |
| 12.10.          | Nagin Abdul Maleki                                                          | 21         | Hamedan                                        | erschlagen | 1              |
| 12.10.          | Asra Panahi (Khangah)                                                       | 15–16      | Ardabil                                        | Sie wurde von Basidsch erschlagen, weil sie ein Propagandalied nicht mitsingen wollte | 1, 2, 6, 7,    |
| 12.10.          | Aziz Moradi                                                                 | ~50        | Sanandadsch                                    | erschossen | 1, 2, 6,       |
| 12.10.          | Sina Naderi                                                                 | 22–23      | Kermanschah                                    | erschossen | 1, 2, 6,       |
| 12.10.          | Armin Say(y)adi                                                             | 15/17–18   | Kermanschah                                    | als Fahrer eines Privat-Pkws erschossen | 1, 2, 6,       |
| 12.10.          | Mehrgan Zahmatkesh                                                          |            | Rascht                                         | | 2, 6           |
| 13.10.          | Negin Abdolmaleki / Abdul Maliky                                            | 21         | Hamadan                                        | erschlagen | 2, 6, 7,       |
| 13.10.          | Parisa Asgari                                                               | 20         | Teheran                                        | | 2,             |
| 13.10.          | Reza Esmailzadeh                                                            | ~30        | Teheran                                        | erschossen | 1, 6           |
| 15.10.          | Ali Basaki                                                                  |            | Teheran                                        | | 6              |
| 15.10.          | Seyyed Farhad Hosseini                                                      |            | Teheran, Evin-Gefängnis                        | | 6              |
| 15.10.          | Hossein Jezi                                                                |            | Teheran, Evin-Gefängnis                        | | 2, 6           |
| 15.10.          | Hamid Saeed Mozafari                                                        |            | Teheran, Evin-Gefängnis                        | | 2, 6           |
| 16.10.          | Hossein Akbarzadeh                                                          |            | Teheran, Evin-Gefängnis                        | | 6              |
| 16.10.          | Arnika Ghaem / Kaem / Qaem Maghami / Maqami                                 | 17         | Teheran                                        | erschlagen | 1, 6, 7,       |
| 17.10.          | Mohammad Abdollahi                                                          |            | Ilam                                           | | 2, 6           |
| 17.10.          | Hamed Baji Zehi / Zahi (Brahoui)                                            |            | Zahedan                                        | in Haft getötet | 1, 2, 6        |
| 19.10.          | Ali Bani Asadi                                                              | 20         | Ahvaz                                          | in Haft getötet, Leiche an Familie übergeben | 2              |
| 19.10.          | Esmail / Ismail Shanbad / Shanbedi                                          | 29         | Schiras                                        | angeschossen und erschlagen | 1, 2, 6        |
| 20.10.          | Ali Jalili                                                                  |            | Teheran                                        | starb infolge ständiger Bedrohung an Herzinfarkt | 6,             |
| 20.10.          | Ramin Karami                                                                | 31         | Kermanschah                                    | erschossen | 1, 2, 6,       |
| ab 21.10.       | Fardin Khosh Ghaem                                                          |            | Oschnaviyeh                                    | | 6              |
| ab 21.10.       | Adnan Kamali                                                                |            | Hormozgan                                      | | 6              |
| ab 21.10.       | Parvin Khosh Magham                                                         |            | Oschnaviyeh                                    | | [ 44 ]         |
| ab 21.10.       | Hossein Mohammadi                                                           |            | Kermanschah                                    | | 1, 6           |
| bis 22.10.      | Abolfazl Ahmadpour                                                          | 20         | Teheran                                        | | 2              |
| bis 22.10.      | Abolfazl Bahu                                                               |            | Qaem-Schahr                                    | | 6              |
| bis 22.10.      | Mehdi Farahani                                                              | ~17        | Chorramschahr                                  | | 1, 6           |
| bis 22.10.      | Seyyed Mohammad Hosseini                                                    |            | Saqqez                                         | nach seinem Protest gegen Zerstörung ziviler Pkws von einem Polizeifahrzeug mehrmals überfahren. Familie musste Unfalltod angeben. | 2, 6,          |
| bis 22.10.      | Maisam Jafari                                                               |            | Varamin                                        | | 6              |
| bis 22.10.      | Rahim Kalij                                                                 | 25         | Qaem-Schahr                                    | erschossen | 1, 6           |
| bis 22.10.      | Poriya Kayani                                                               |            | Schuschtar                                     | | 2, 6           |
| bis 22.10.      | Mohammad Khajavi / Khajawui dareh balaei                                    | 38         | Dezful                                         | | 1, 6           |
| bis 22.10.      | Sina Malayeri                                                               | ~34 / 38   | Arak                                           | im Pkw erschlagen, weil er gehupt hatte | 1, 2, 6, 7     |
| bis 22.10.      | Farid Maleki / Malaki Azar                                                  | 26         | Teheran / Mehrschahr                           | erschlagen | 2, 6, 7        |
| bis 22.10.      | Messam Moghadasi                                                            |            | Teheran                                        | | 2, 6           |
| bis 22.10.      | Milad Javidpour Mogoie                                                      |            |                                                | Teheran | 1, 6           |
| bis 22.10.      | Ezzatollah Shahbazi                                                         |            | Teheran, Evin-Gefängnis                        | | 6              |
| bis 22.10.      | Sarina Shiri                                                                | 19         | Dschavanrud in Kermanschah                     | | 6              |
| 23.10.          | Ramin Fatehi                                                                | 49         | Sanandadsch                                    | Nach 11 Tagen Haft und Folter tot und heimlich vergraben. Der Familie wurde sein angeblicher Suizid gemeldet. | 2, 6,          |
| 23.10.          | Ehsan Khawajui                                                              |            | Dezful                                         | | 6              |
| 23.10.          | Nahid Mostafapour                                                           |            | Yasudsch                                       | | 6              |
| 23.10.          | Mona Naghib(i)                                                              | 8          | Saravan                                        | erschossen | 2,             |
| 24.10.          | Navid Badpa                                                                 | 23         | Gonbad-e Qabus / Teheran                       | erschlagen | 1, 6, 7        |
| 24.10.          | Sadaf Movahedi                                                              | 17         | Teheran                                        | auf dem Nachhauseweg erschlagen | 1, 6, 7,       |
| 24.10.          | Marzieh (Darya) Nazmdeh                                                     |            | Karadsch                                       | gefoltert und erschlagen | 2              |
| 25.10.          | Paris(s)a Bahmani                                                           |            | Teheran                                        | | 1, 2, 6,       |
| 25.10.          | Parmis Hamnava / Homnava                                                    | 14         | Iranschahr                                     | erschlagen | 1, 2, 6, 7,    |
| 25.10.          | Maedeh Javanfar                                                             | 28         | Rascht                                         | erschlagen | 1, 2, 7,       |
| 25.10.          | Ebrahim Mirzaei                                                             | 42         | Sanandadsch                                    | von Tränengasgranate getroffen | 1, 6,          |
| 25.10.          | Marzi(y)eh Doshen / Doshman Ziyari                                          | 22         | Buschehr / Schiras                             | erschlagen | 1, 6           |
| 26.10.          | Behnaz Afshari                                                              | ~20        | Pakdascht / Teheran, Evin-Gefängnis            | | 1, 2, 6        |
| 26.10.          | Afshin Asham                                                                | 28         | Qasr-e Schirin                                 | erschossen | 1, 2,          |
| 26.10.          | Mohammad Lotf Elahi                                                         |            | Sanandadsch                                    | erschossen | 1              |
| 26.10.          | Maryam Ghorbani / Qorbani Pour                                              |            | Schahr-e Kord                                  | erschlagen | 1, 6           |
| 26.10.          | Rasoul Haddadi                                                              |            | Zandschan                                      | | 6              |
| 26.10.          | Hadi Haghshenas / Haqshenas                                                 |            | Isfahan                                        | | 1, 6           |
| 26.10.          | Mohammad Lotfollahi                                                         |            | Sanandadsch                                    | IRGC verletzten ihn schwer, transportierten ihn zu einem unbekannten Ort und übergaben ihn am Folgetag tot der Familie. Der Tote wies schwere Nackenwunden auf, eventuell durch Folter. | 2, 6,          |
| 26.10.          | Hamid Reza Malmir                                                           |            | Karadsch / Malard                              | | 1, 6           |
| 26.10.          | Esmail / Ismail Mauludi / Mouloudi / Mo(w)loudi (semko)                     | 35         | Mahabad                                        | erschossen | 1, 2,          |
| 26.10.          | Amirhossein Rumiani Nazari                                                  | ~26        | Teheran                                        | | 1, 6           |
| 26.10.          | Payman Raki                                                                 |            | Izeh                                           | | 6              |
| 26.10.          | Ali Ro(u)zbahani                                                            | ~34        | Teheran                                        | erschossen | 1, 2, 6        |
| 26.10.          | Sarina Saedi                                                                | 16–17      | Sanandadsch                                    | Sie erhielt schwere Knüppelschläge auf den Kopf und starb am Folgetag. | 1, 2, 6, 7,    |
| 26.10.          | Seyed Ali Seiedi / Sey(y)edi                                                | 25         | Parand / Teheran                               | erschossen | 1, 2, 6        |
| 26.10.          | Mohammad Shariati                                                           | 25         | Sanandadsch                                    | erschossen | 1, 2,          |
| 27.10.          | Ermita Abbasi                                                               | 20         | Karadsch                                       | | [ 68 ]         |
| 27.10.          | Zaniar / Zanyar Abubakri / Aboubekri                                        |            | Mahabad                                        | erschossen | 1, 2, 6,       |
| 27.10.          | Fereshte(h) Ahmadi                                                          | 32–33      | Mahabad                                        | Militärs erschossen die zweifache Mutter, als sie versuchte, zwei junge Männer vor ihren Angriffen zu schützen. | 1, 2, 6,       |
| 27.10.          | (Mohammad) Keyvan Darvishi                                                  | 18 / 42    | Sanandadsch                                    | erschossen oder erschlagen | 1, 2,          |
| 27.10.          | F(e)reydon Faraji                                                           | 28         | Baneh                                          | erschossen | 1, 2, 6,       |
| 27.10.          | Zeinab Ferdowsi                                                             |            | Teheran                                        | | 6              |
| 27.10.          | Shaho(u) Khezri                                                             |            | Mahabad                                        | erschossen | 1, 2, 6,       |
| 27.10.          | Morteza (Nachname unbekannt)                                                | 14         | Dscham                                         | Kopfschuss | 1              |
| 27.10.          | Motal(l)eb / Matlab Saeed Pirou / Peyro(w)                                  | 40         | Baneh                                          | erschossen | 1, 2, 6,       |
| 27.10.          | Kobra / Kubra Sheikheh / Sheikh(i) Sagha / Saqqa                            | 52/55      | Mahabad                                        | erschossen | 1, 2, 6,       |
| 27.10.          | Mehrshad Shahidi (Nejad Monfared Tehrani)                                   | 19         | Arak                                           | mit Tränengas gelähmt, dann mit Knüppeln und Elektroschockern getötet | 1, 2, 6, 7,    |
| 28.10.          | Dastan Ras(o)ul Mohammad Agha                                               | 31         | Baneh                                          | auf dem Weg zum Begräbnis von Saeid Peyro erschossen | 1, 2, 6,       |
| 28.10.          | Masoud Ahmadzadeh                                                           |            | Mahabad                                        | erschossen | 1, 2, 6,       |
| 28.10.          | Hadi Chaksari                                                               |            | Amol                                           | | 6              |
| 28.10.          | Ali Fazeli                                                                  |            | Amol                                           | | 6              |
| 28.10.          | Kabdani / Kebdani, Sohn von Khodabakhsh                                     | 12         | Zahedan                                        | erschossen | 1, 6           |
| 28.10.          | Adel Kochakzaei / Kuchakzaie (Barichi / Berichi)                            | 14–15      | Zahedan                                        | erschossen | 1, 2, 6        |
| 28.10.          | Farid Koravand                                                              |            | Asaluyeh                                       | | 6              |
| 28.10.          | Omid Naro(u)ie                                                              | 12/15      | Zahedan                                        | erschossen | 1, 2, 6        |
| 28.10.          | Amir Shahnavazi                                                             |            | Zahedan                                        | | 6              |
| 29.10.          | Aref Gholampour                                                             |            | Lascht-e Nescha / Zahedan                      | erschossen | 1, 6           |
| 29.10.          | Amir Aref Ghorbanpour                                                       |            | Rascht                                         | | [ 72 ]         |
| 29.10.          | Saman Qadirpour                                                             |            | Teheran                                        | | 6              |
| 29.10.          | Diana Mahmoudi                                                              | 7–8        | Piranschahr                                    | erschossen | 1, 6           |
| 31.10.          | Komar / Kuma(r) Daroftadeh                                                  | 16         | Piranschahr                                    | gezielt erschossen | 1, 2, 6,       |
| 31.10.          | Jafar Qurbani                                                               |            | Kamyaran (im Verwaltungsbezirk Kamyaran)       | | 6              |
| 31.10.          | Moulavi Yous()sef Raisi                                                     |            | Lashar ( in Sistan und Belutschistan)          | starb in Haft | 1, 6           |
| 31.10.          | Mohammad Saremi                                                             |            | Borudscherd                                    | erschossen | 1, 6           |
| 1.11.           | Mohammad Hossein Faraji                                                     |            | Teheran                                        | erschossen | 1, 6           |
| 1.11.           | Nasim Sedghi                                                                | 22–23      | Urmia                                          | erschossen | 1, 2, 6        |
| 2.11.           | Maysam Hadipur                                                              | 33         | Nouschahr                                      | erschossen | 1              |
| 2.11.           | Momen Zand Karimi                                                           | 18         | Sanandadsch                                    | Er wurde bei einer Begräbnisfeier für Hadis Najafi gezielt erschossen. | 1, 2, 6,       |
| 2.11.           | Milad Khavari                                                               |            | Bandar Abbas                                   | | 6              |
| 2.11.           | Mohammadreza Bali Lashek                                                    |            | Nouschahr                                      | von Tränengasgranate getroffen | 1              |
| 2.11.           | Morteza Shirmohammadi                                                       |            | Schahindedsch / Täbris                         | | 1, 6           |
| 2.11.           | Mehdi Zakir                                                                 |            | Dehloran                                       | | 6              |
| 2.11.           | Milad Zamani                                                                | 31         | Karadsch                                       | erschlagen | 1, 6           |
| 3.11.           | Shoaib Darghale                                                             |            | Chabahar                                       | | 6              |
| 3.11.           | Mohammad Amin Hashmatian                                                    |            | Teheran                                        | | 1              |
| 3.11.           | Mehdi Hazrati                                                               | 17         | Karadsch                                       | | 1, 2, 6        |
| 3.11.           | Mehdis Hosseini                                                             |            | Amol                                           | | 6              |
| 3.11.           | Mohammadreza Bali Lashak                                                    |            | Nouschahr                                      | | 6              |
| 3.11.           | Ali Abu Mohammad                                                            |            | Karadsch                                       | | 6              |
| 3.11.           | Prasto Mouradkhani                                                          |            | Karadsch                                       | | 6              |
| 3.11.           | Yaser Naro(e)i                                                              | 25         | Zahedan                                        | erschossen | 1, 6           |
| 3.11.           | Mohammad Reza Sarvi                                                         |            | Schahr-e Rey                                   | | 6              |
| 3.11.           | Erfan Zamani                                                                | ~23        | Lahidschan                                     | angeschossen und verblutet, weil die Täter erste Hilfe verhinderten | 2, 6,          |
| 4.11.           | Yas(s)er Bahadorzehi                                                        | 17         | Khash                                          | erschossen | 1, 2           |
| 4.11.           | Shahli Bar                                                                  |            | Khash                                          | | 6              |
| 4.11.           | Sohn von Haj Khoda Murad Brahoi                                             |            | Khash                                          | | 6              |
| 4.11.           | Sadegh Aramesh Barahoui                                                     |            | Khash                                          | erschossen | 1, 2, 6        |
| 4.11.           | Mohammad Amin Heshmatian                                                    |            | Karadsch                                       | | 6              |
| 4.11.           | Ali Kurd Kalahouri / Kulahouri (Moradzehi)                                  | 25         | Khash                                          | erschossen | 1, 2, 6        |
| 4.11.           | Mobin Mirkazehi                                                             | 14         | Khash                                          | erschossen | 1, 2, 6        |
| 4.11.           | Nima Nouri                                                                  | 17–18      | Karadsch                                       | gezielt erschossen | 1, 2,          |
| 4.11.           | Kambiz Regi / Rigi                                                          |            | Khash                                          | erschossen | 1, 2, 6        |
| 4.11.           | Yunes Salahshuran (Mirbaluch Zehi)                                          |            | Khash                                          | | 1, 6           |
| 4.11.           | Mohammad Selahshuran                                                        |            | Khash                                          | | 6              |
| 4.11.           | Mohammad Shahbakhsh (Mirbaloch Zahi)                                        |            | Khash                                          | erschossen | 1, 2, 6        |
| 4.11.           | Yunus Shahbakhsh                                                            |            | Khash                                          | | 6              |
| 4.11.           | Rahim Dad Shahli(bar)                                                       |            | Khash                                          | | 1, 2, 6        |
| 4.11.           | Abdul Malek / Malik Shahnavazi                                              |            | Khash                                          | | 1, 6           |
| 4.11.           | Azim Mahmoud Zahi                                                           |            | Khash                                          | | 6              |
| 4.11.           | Murad Zahi                                                                  |            | Khash                                          | | 6              |
| 4.11.           | Saeed / Saeid Sohrabzahi / Sohrab Zehi                                      |            | Khash                                          | erschossen | 1, 2, 6        |
| 4.11.           | Yasir Bahadur Zehi                                                          |            | Khash                                          | | 6              |
| 5.11.           | Maria Mahsa Ghavasieh                                                       | 24         | Schiras                                        | | 6,             |
| 5.11.           | Pegah Gavasieh                                                              | 19         | Schiras                                        | erschlagen; Leiche beschlagnahmt | 6, 7           |
| 5.11.           | Nasrin Ghaderi / Qaderi                                                     | 35/38      | Marivan                                        | Die kurdische Doktorandin wurde bei einer Protestaktion von mehreren Schüssen am Kopf getroffen, fiel ins Koma und starb in einem Krankenhaus. Ihre Familie durfte sie nicht in Marivan beerdigen. Der Geheimdienst befahl ein Begräbnis ohne Anwesende.                                                            | 1, 2, 6, 7,    |
| 5.11.           | Mozhgan Kadkhodaei                                                          |            | Teheran                                        | | 6              |
| 5.11.           | Abbas Louiemi / Luyemi                                                      |            | Ahvaz                                          | von Pkw angefahren | 1, 6           |
| 5.11.           | Mohammad Hossein Salari                                                     |            | Mahschahr                                      | erschossen | 1, 2, 6        |
| 5.11.           | Abolfazl Shabani                                                            |            | Saveh                                          | | 6              |
| 5.11.           | Abbas Shafiei                                                               | 43         | Kamalschahr                                    | erschossen | 1              |
| 5.11.           | Mehdi Valipour                                                              |            | Saveh                                          | | 6              |
| 6.11.           | Mohammad Ghaemifar (Asterki)                                                | 18         | Dezful                                         | erschossen | 1, 2, 6        |
| 6.11.           | Mohammad Hossein Salari                                                     |            | Mahschahr                                      | erschossen | 2              |
| 6.11.           | Oveis Shekarze’i                                                            |            | Sarbaz                                         | | 6              |
| 7.11.           | Sina Firouzabadi                                                            |            | Schiras                                        | erschlagen | 6, 7           |
| 7.11.           | Zia Mir Baloch Zehi                                                         |            | Saravan                                        | | 6              |
| 8.11.           | Darya (Marzieh) Nazm Deh                                                    | 26         | Karadsch                                       | erschlagen | 1, 6           |
| 8.11.           | Mohammad Reza Fe(r)dowsi                                                    | 24         | Ghartschak                                     | totgeschlagen nach Selbstverbrennungsversuch | 1, 2           |
| 8.11.           | Mehdi Hazrati                                                               | 17         | Chorramdascht Karadsch                         | erschossen | 2              |
| 8.11.           | Komeil Amir Khanlo(u)                                                       | 27         | Karadsch                                       | erschossen | 1, 6           |
| 8.11.           | Azim Mahmoudzehi                                                            | 37         | Khash                                          | erschossen | 1, 2           |
| 8.11.           | Amir Mahdi Palai                                                            |            | Kisch                                          | | 6              |
| 8.11.           | Mohammad Reza (Hessam)                                                      |            | Teheran                                        | | 6              |
| 8.11.           | Abbas Shafie                                                                | 43         | Kamalschahr                                    | mit Metallkugeln in den Kopf geschossen und totgeprügelt | 6, 7           |
| 8.11.           | Mehran Shekari (Noei)                                                       |            | Karadsch                                       | erschossen | 1, 2, 6        |
| 9.11.           | Hafiz Olad Amr-ali                                                          |            | Nischapur                                      | | 6              |
| 9.11.           | Sam Sephehr Beyranvand / Biranvand                                          | 20         | Chorramabad                                    | erschossen | 1, 2, 6        |
| 9.11.           | Faegh Mam Ghaderi                                                           | 37         | Mahabad                                        | erschossen | 1, 2           |
| 9.11.           | Alireza Karimi                                                              | 20         | Arak                                           | bei Studentenprotest mit Polizeiknüppeln erschlagen | 1, 6, 7,       |
| 9.11.           | Matin Nasri                                                                 |            | Sanandadsch                                    | | 6              |
| 9.11.           | Faieq Mom Qadri                                                             |            | Mahabad                                        | | 6              |
| 9.11.           | Mehdi Salehipour                                                            |            | Karadsch                                       | | 6              |
| 10.11.          | Yalda Aghafazli                                                             | 19         | Teheran                                        | Am 26. Oktober wurde sie ohne Anklagegründe inhaftiert und tagelang schwer gefoltert. Nach ihrem Hungerstreik wurde sie am 6. November entlassen. Danach beging sie Suizid. | 2,             |
| 10.11.          | Ardalan Ghasemi                                                             | 44/48      | Gilangharb / Kermanschah                       | beim Schreiben von Parolen gezielt erschossen | 1, 2, 6,       |
| 11.11.          | Hamid Goli                                                                  | 46         | Teheran / Sanandadsch                          | erschlagen | 1, 2, 6        |
| 11.11.          | Yalda Agha Fazli                                                            |            | Teheran                                        | | 6              |
| 11.11.          | Shoaib Haidari                                                              |            | Maschhad                                       | | 6              |
| 11.11.          | Mohammad Hossein Hajiani                                                    | 27         | Buschehr                                       | erschlagen | 1, 6, 7        |
| 11.11.          | Hayman / Hemin / Himen Hamzeh                                               | 30         | Sardascht                                      | Von Grenzschutzbeamten im Dorf Boyuran erschossen | 2, 6,          |
| 11.11.          | Mohammad Salehi                                                             |            | Behschahr / Sari                               | erschlagen | 1, 6           |
| 12.11.          | Ali Abiyar                                                                  | 17         | Takab                                          | | 1, 6           |
| 12.11.          | Mehrshad Talatof                                                            | 22         | Bampur / Iranschahr                            | | 1, 6           |
| 13.11.          | Seyed Ali Araghi                                                            | 22         | Täbris                                         | Student auf Elternbesuch, erschlagen | 1, 7           |
| 13.11.          | Saman Rahmani                                                               | 28         | Teheran                                        | beim Parolenschreiben gefangen, erschlagen | 1, 6, 7        |
| 14.11.          | Zanyar Allahmoradi / Zaniarullah Moradi                                     | 26         | Sanandadsch                                    | mit Nahschüssen aus Schrotflinte gezielt erschossen | 1, 2, 6,       |
| 14.11.          | Mohammad Reza Bad Brut                                                      |            | Malkshahi                                      | | 6              |
| 14.11.          | Sepehr Esmaili                                                              |            | Kiaschahr in Gilan                             | | 6              |
| 14.11.          | Mohammad Reza Mashadi Farahani                                              |            | Teheran, Evin-Gefängnis                        | | 6              |
| 14.11.          | Hamaid Goli                                                                 | 48         | Teheran                                        | totgeschlagen | 2, 7           |
| 14.11.          | Ali Akbar Jafari                                                            |            | Teheran, Evin-Gefängnis                        | | 6              |
| 15.11.          | Saeed Assadi                                                                | 23         | Bodschnurd                                     | erschossen | 1, 6           |
| 15.11.          | Saman Ghaderbeigi / Qader Beigi                                             | 33         | Bukan                                          | erschossen | 1, 2, 6        |
| 15.11.          | Vahid Khani                                                                 |            | Isfahan / Zarinschahr in Lendschan             | | 1, 6           |
| 15.11.          | Saeed Moradi                                                                |            | Kamyaran                                       | | 6              |
| 15.11.          | Omid Zare Moeidi                                                            | 19         | Schiras                                        | | 1, 6           |
| 15.11.          | Danial / Daniel Pabandi                                                     | 16–17      | Saqqez                                         | erschossen | 1, 2, 6,       |
| 15.11.          | Milad Sa(e)idi                                                              | 16         | Tonekabon                                      | erschossen | 1, 6           |
| 15.11.          | Hamed Slahshouri                                                            |            | Izeh                                           | in Haft getötet | 2              |
| 16.11.          | Ali Abbasi                                                                  | ~23        | Semirom                                        | erschossen | 2, 6           |
| 16.11.          | Asghar Aghaei                                                               |            | Teheran                                        | erschossen | 1, 6           |
| 16.11.          | Milad Asefi                                                                 | 32         | Semirom                                        | | 1, 6           |
| 16.11.          | Shaho / Shahu Bahmani                                                       | 24         | Sanandadsch                                    | erschossen | 1, 2, 6        |
| 16.11.          | Morad / Murad Bahramian                                                     |            | Semirom                                        | erschossen | 1, 2           |
| 16.11.          | Mohammad Barzgar                                                            |            | Schiras                                        | erschossen | 1              |
| 16.11.          | Is(s)a B(e)iglari / Bigleri / Beyglari                                      | 39         | Sanandadsch                                    | mit Maschinengewehr erschossen | 1, 2, 6,       |
| 16.11.          | Sajad Ghaemi Bahman Biglo                                                   | 30         | Schiras                                        | erschossen | 1              |
| 16.11.          | Amir Hossein Deliri                                                         |            | Lahidschan                                     | | 6              |
| 16.11.          | Sajjad Ghaemi                                                               |            | Schiras                                        | erschossen | 2, 6           |
| 16.11.          | Edris Gharibzadeh                                                           | 38         | Bandar Abbas                                   | starb in Haft | 1              |
| 16.11.          | Aram Habibi                                                                 |            | Sanandadsch                                    | erschossen | 1, 2, 6        |
| 16.11.          | Mohammad Hassanzadeh                                                        | 28         | Bukan                                          | erstochen / erschossen | 1, 2, 6        |
| 16.11.          | Moslem Ho(o)shanghi                                                         |            | Semirom                                        | | 1, 6           |
| 16.11.          | Ali Iraqi                                                                   |            | Täbris                                         | | 6              |
| 16.11.          | Hiva Janan / Jan Jan                                                        |            | Bukan                                          | erschossen | 2,             |
| 16.11.          | Mahdi / Mehdi Kaboli Kafshgir(e)i                                           | 15         | Gorgan                                         | starb in Haft | 1, 6           |
| 16.11.          | Borhan / Burhan Karami                                                      | 30         | Kamyaran                                       | erschossen | 1, 2, 6        |
| 16.11.          | Farhad Khosravi                                                             | 35         | Sanandadsch                                    | erschossen | 1, 2, 6,       |
| 16.11.          | Hajar / Hazhar Mam Khosravi                                                 |            | Bukan                                          | erschossen | 2,             |
| 16.11.          | Amir Hossein (Amir Mohammad) Daliri Langroudi                               |            | Langrud                                        | | 1              |
| 16.11.          | Asghar Hazhir / Hajhir Lotf                                                 | 39         | Teheran                                        | erschossen | 1, 6           |
| 16.11.          | Sepehr Maghsoudi                                                            | 14/17      | Izeh                                           | erschossen; die Behörden behielten seine Leiche. | 1, 2, 6,       |
| 16.11.          | Ali Mohammadi                                                               |            | Izeh                                           | | 6              |
| 16.11.          | Arash Mohammadi                                                             |            | Bukan                                          | erschossen | 2              |
| 16.11.          | Foad / Fuad Mohammadi                                                       | 38         | Kamyaran                                       | erschossen | 1, 2, 6,       |
| 16.11.          | Shahriar Mohammadi                                                          | ~30        | Bukan                                          | erschossen | 1, 2, 6,       |
| 16.11.          | Salar Mojaver                                                               | 30         | Bukan                                          | erschossen | 1, 2, 6        |
| 16.11.          | Ali Ali Mo(u)la(e)i                                                         | 23         | Izeh                                           | erschossen | 1, 2, 6        |
| 16.11.          | Bahram Moradian                                                             |            | Semirom                                        | | 6              |
| 16.11.          | Ashraf Nikpour / Nikbakht                                                   | 45         | Izeh                                           | | 1, 6           |
| 16.11.          | Samaneh Niknam                                                              | 36         | Schiras                                        | erschossen | 1,             |
| 16.11.          | Kian Nikpour Pirfalak                                                       | 9–10       | Izeh                                           | erschossen | 1, 2, 6,       |
| 16.11.          | Maytham Pirfalak                                                            |            | Izeh                                           | | 6              |
| 16.11.          | Asa(a)d Rahimi                                                              | 30         | Bukan                                          | erschossen | 1, 2, 6        |
| 16.11.          | Artin Rahmani (Payani)                                                      | 13–14      | Izeh                                           | erschossen | 1, 6,          |
| 16.11.          | Rashid Rashidi                                                              |            | Schuschtar                                     | erschossen | 1, 6           |
| 16.11.          | Sajad Rashidi                                                               |            | Semirom                                        | | 1              |
| 16.11.          | Javad Rezaei                                                                | ~50        | Lahidschan                                     | | 1, 6           |
| 16.11.          | Milad Saeidian                                                              | 27         | Izeh                                           | erschossen | 1, 6           |
| 16.11.          | Hamed Sed(d)ighi                                                            | ~20        | Dargahan Qeschm                                | erschossen | 1, 2, 6        |
| 16.11.          | Reza Shariati                                                               | 25         | Izeh                                           | | 1, 6           |
| 16.11.          | Alireza Shojaei                                                             | 24         | Behbahān                                       | erschossen | 1              |
| 16.11.          | Mohammad Soltani                                                            |            | Semirom                                        | | 1              |
| 16.11.          | Arshaya Soltanieh                                                           | 12         | Zandschan                                      | erschossen | 1              |
| 17.11.          | Abdulrahman / Abdur Rahman Bakhti(y)ari                                     | 66         | Saqqez                                         | erschossen | 1, 2, 6        |
| 17.11.          | Yusef Ghanbarzadegan Darabi                                                 |            | Schiras                                        | erschossen | 1              |
| 17.11.          | Arman Emadi                                                                 | 27         | Marvdascht                                     | | 1, 2, 6        |
| 17.11.          | Amjad Enayati                                                               | 18         | Bukan                                          | erschossen | 1, 2, 6        |
| 17.11.          | Aso(o) / Asu Ghaderi / Qaderi                                               |            | Baneh / Sardascht                              | erschossen | 1, 2, 6,       |
| 17.11.          | Idris Gharib-zadeh                                                          |            | Bandar Abbas                                   | | 6              |
| 17.11.          | Aylar Haghi / Haqqi                                                         | 23-24      | Täbris                                         | von IRGC von einem Hausdach gestürzt | 1, 2,          |
| 17.11.          | Omid Has(s)ani                                                              | 22         | Sanandadsch                                    | in Haft zu Tode gefoltert | 1, 2, 6        |
| 17.11.          | Azad Hasanpour / Hosseinpour(i)                                             |            | Mahabad                                        | erschossen | 1, 2,          |
| 17.11.          | Heyva Janan / Hiva Jan Jan                                                  |            | Bukan                                          | erschossen | 1, 6           |
| 17.11.          | Hajhar Mam / Hezhar Mom Khosravi                                            | ~21        | Bukan                                          | erschossen | 1, 6           |
| 17.11.          | Shooresh Niknam Mahabadi                                                    |            | Mahabad                                        | erschossen | 2              |
| 17.11.          | Milad Maroufi                                                               | 23         | Bukan                                          | erschossen | 1, 2, 6        |
| 17.11.          | Ghafoor / Ghafour Moloodi / Moloudi                                         | ~65        | Bukan                                          | erschossen | 1, 2, 6        |
| 17.11.          | Sohra Mostafavi                                                             |            | Teheran                                        | | 6              |
| 17.11.          | Hamed Moulaei                                                               | ~35        | Dashti Parsian (in Hormozgan)                  | erschossen | 1, 6           |
| 17.11.          | Saeed Pirmoghani                                                            |            | Bukan                                          | | 6              |
| 17.11.          | Azad Hosseinpour / Hossein Poori                                            |            | Mahabad                                        | | 2, 6           |
| 17.11.          | Youssef Qanbarzadegan                                                       |            | Schiras                                        | | 6              |
| 17.11.          | Hamid Reza Rouhi                                                            | 19–20      | Teheran                                        | Kopfschuss | 1, 2, 6,       |
| 17.11.          | Mustafa Shabani                                                             |            | Bukan                                          | erschossen | 1, 2, 6        |
| 17.11.          | Doran Totazahi                                                              |            | Zahedan                                        | | 6              |
| 18.11.          | Mojtaba Abdullahi Astaraki                                                  |            | Dezful                                         | | 6              |
| 18.11.          | Rasool Ghafouri                                                             |            | Mahabad                                        | | 1              |
| 18.11.          | Mohammad Ahmadi Gagash / Gagesh                                             | 43         | Mahabad                                        | mit gezieltem Kopfschuss getötet | 1, 2, 6,       |
| 18.11.          | Moin Ghasempour                                                             |            | Maschhad                                       | erschlagen | 1              |
| 18.11.          | Seyed Javad Mo(u)savi                                                       | 38         | Isfahan                                        | erschossen | 1, 6           |
| 18.11.          | Haniyeh / Hainye Moradi Nejad / Nejhad                                      | 17/24      | Yazd                                           | | 1, 6           |
| 18.11.          | Mansour Qurbani                                                             |            | Isfahan                                        | | 6              |
| 18.11.          | Mehran Rahmani                                                              |            | Mahabad                                        | erschossen | 1, 2, 6,       |
| 18.11.          | Amir Farasati / Ferasti Shad                                                |            | Piranschahr                                    | erschossen | 1, 2, 6        |
| 18.11.          | Shirko Soltani                                                              | 25         | Bukan                                          | | 1, 6           |
| 19.11.          | Imran Abarkar                                                               |            | Rask                                           | | 6              |
| 19.11.          | Seyyed Kamal Ahmadpour(i)                                                   |            | Mahabad                                        | erschossen | 1, 2, 6,       |
| 19.11.          | Amirjavad Asadzadeh                                                         | 36         | Maschhad                                       | starb in Haft | 1              |
| 19.11.          | Habibollah Fathi                                                            | ~50        | Divandareh                                     | | 1, 6,          |
| 19.11.          | Jamshid Fathi                                                               |            | Divandareh                                     | | 6              |
| 19.11.          | Shoaib Heydari                                                              |            | Teheran                                        | | 1              |
| 19.11.          | Payman Jalilian                                                             |            | Kermanschah                                    | | 6              |
| 19.11.          | Aziz Moradi                                                                 |            | Divandareh                                     | | 6              |
| 19.11.          | Hossein Abd Panah                                                           | 70         | Sanandadsch                                    | geschlagen und erschossen | 1, 6, 7,       |
| 19.11.          | Negin Radfar                                                                | 22         | Sanandadsch                                    | Schüsse in die Brust | 1, 6,          |
| 19.11.          | Ebrahim Sadri                                                               |            | Divandareh                                     | | 6              |
| 19.11.          | Fuad Salari / Savari (Javan)                                                |            | Divandareh                                     | erschossen | 1, 6           |
| 19.11.          | Hossein Shirazipour                                                         | 39         | Schiras                                        | erschossen | 1, 6           |
| 19.11.          | Mehran Basir Tavana                                                         | 29         | Someh sara (Fuman)                             | erschossen | 1, 6           |
| 20.11.          | Arash Sheikh Alizadeh                                                       |            | Schiras                                        | | 6              |
| 20.11.          | Amirjavad Asa’ad-zadeh                                                      |            | Maschhad                                       | | 6              |
| 20.11.          | Taher Azizi                                                                 | 30         | Piranschahr                                    | erschossen | 1, 6,          |
| 20.11.          | Jalal Ghorbani / Qorbani                                                    |            | Piranschahr                                    | erschossen bei Bergung eines Getöteten | 6,             |
| 20.11.          | Erfan / Irfan Kaka(e)i                                                      | 45         | Dschavanrud                                    | gezielt erschossen | 1, 2, 6        |
| 20.11.          | Logman / Luqman (Milad) Kakai                                               |            | Dschavanrud                                    | erschossen | 1, 6           |
| 20.11.          | Jalal Ghorbani Kotal                                                        | ~55        | Piranschahr                                    | erschossen | 1              |
| 20.11.          | Farshid Mousavi                                                             | 24         | Amol                                           | erschlagen | 1, 6           |
| 20.11.          | Mohsen Niazi                                                                | 25         | Dehgolan                                       | erschossen | 1, 2, 6,       |
| 20.11.          | Sattar Rahimi                                                               |            | Marivan                                        | erschossen | 1, 6           |
| 20.11.          | Karvan Ghader Shokri / Shukri                                               | 16         | Piranschahr                                    | erschossen | 2,             |
| 20.11.          | Suleiman Shokri / Shukri                                                    |            | Bukan                                          | durch Schüsse in den Hals schwer verletzt und nach drei Tagen daran gestorben | [ 101 ]        |
| 20.11.          | Reza Shar(a)fi                                                              |            | Sisacht                                        | starb in Haft | 6              |
| 20.11.          | Karvan Ghader / Qader Shuk(a)ri                                             | 16         | Piranschahr                                    | erschossen | 1, 6           |
| 20.11.          | Soroush Sidi                                                                |            | Dschavanrud                                    | | 6              |
| 20.11.          | Bahaoddin / Bahauddin Vaisi / Veisi / Weisi                                 | 16         | Dschavanrud                                    | erschossen | 1, 2, 6        |
| 20.11.          | Suleiman Shukri Yasikandi                                                   | 22         | Bukan                                          | erschossen | 1              |
| 21.11.          | Jamal Azami                                                                 |            | Dschavanrud                                    | erschossen | 1, 2, 6        |
| 21.11.          | Johar Fat(t)ahi                                                             |            | Dschavanrud                                    | erschossen | 2,             |
| 21.11.          | Esmail / Ismail Gol / Gul Anbar                                             |            | Dschavanrud                                    | erschossen | 1, 2, 6,       |
| 21.11.          | Hossam Hosseini                                                             |            | Dschavanrud                                    | | 6              |
| 21.11.          | Hossein Zarrin Jooei                                                        |            | Chorramabad                                    | | 6              |
| 21.11.          | Mohammad Khalili                                                            | 21         | Maschhad                                       | | 1, 6           |
| 21.11.          | Haider Mahali                                                               |            | Piranschahr                                    | erschossen | 1, 6           |
| 21.11.          | Aram Majd                                                                   | 17         | Qaem-Schahr                                    | erschossen | 1, 6,          |
| 21.11.          | Johar Mir(a)ki                                                              |            | Dschavanrud                                    | erschossen | 1, 6           |
| 21.11.          | Tahsin Miri                                                                 | ~45        | Dschavanrud                                    | erschossen | 1, 6,          |
| 21.11.          | Kurosh Pazhakh                                                              |            | Islamabad                                      | | 6              |
| 21.11.          | Masoud Teimuri / Teym(o)uri                                                 |            | Dschavanrud                                    | erschossen | 1, 2, 6,       |
| 22.11.          | Mohammad Reza Ghorbani                                                      |            | Karadsch                                       | starb in Haft | 1, 6           |
| 22.11.          | Mohammad Hossein Kamandlou                                                  | 17         | Teheran                                        | erschossen | 1, 6,          |
| 22.11.          | Nahid Mostafapour                                                           |            | Yasudsch                                       | | [ 44 ]         |
| 22.11.          | Atefeh Na’ami                                                               | 37         | Ahvaz / Karadsch                               | entführt, gefoltert, am 26.11. tot am Eingang ihres Hauses abgeworfen | 2, 6,          |
| 22.11.          | Koresh Pazhakh                                                              | 20         | Kermanschah                                    | starb in Haft | 1              |
| 22.11.          | Sa’di Shahrokhi Pour                                                        | 40         | Bukan                                          | | 1              |
| 22.11.          | Ribaz Salehi Vand                                                           |            | Mahabad                                        | erschossen | 1              |
| 22.11.          | Hamid Reza Nahbe Zaim                                                       |            | Karadsch                                       | | 6              |
| 23.11.          | Hayman Aman                                                                 |            | Bukan                                          | erschossen | 6              |
| 23.11.          | Saadi Shahrokhi Far                                                         |            | Bukan                                          | | 6              |
| 23.11.          | Ali Akbar Haidarzadeh                                                       |            | Kaschmar                                       | erschossen | 1, 6           |
| 23.11.          | Amir Javad As’ad zadeh                                                      |            | Maschhad                                       | in Haft erschlagen | 2              |
| 24.11.          | Himan Aman                                                                  | 26         | Bukan                                          | starb in Haft | 1              |
| 24.11.          | Jabar Farghizadeh                                                           | 36         | Marivan                                        | erschossen | 1, 6           |
| 24.11.          | Maedeh Mahak Hashemi                                                        | 16         | Schiras                                        | erschlagen | 2, 6,          |
| 24.11.          | Peyman Jasemi                                                               |            | Ilam                                           | | 6              |
| 24.11.          | Shamal / Shomal Khadiripour                                                 | 32         | Mahabad                                        | erschossen | 1, 6,          |
| 24.11.          | Amin Nazari                                                                 |            | Abadan                                         | | 6              |
| 24.11.          | Behrouz Tamandani                                                           |            | Iranschahr                                     | | 6              |
| 24.11.          | Amanullah Khan Baji Zehi (Mingal)                                           |            | Zahedan                                        | | 6              |
| 25.11.          | Mehdi Bahrnjad                                                              |            | Torbat-e Dschām                                | | 6              |
| 25.11.          | Owais Masoudizadeh                                                          |            | Torbat-e Dschām                                | | 6              |
| 26.11.          | Neda Bayat                                                                  |            | Zandschan                                      | | 6,             |
| 26.11.          | Sanaz Keshavarz                                                             |            | Karadsch                                       | erschossen | 1, 6           |
| 26.11.          | Hassan Nasseri Khor                                                         |            | Maschhad                                       | starb in Haft | 1, 6           |
| 26.11.          | Mostafa Mobasher                                                            |            | Schiras                                        | | 6              |
| 26.11.          | Arshiya Imam Qolizadeh                                                      |            | Hadischahr                                     | | 6              |
| 27.11.          | Reza Kazemi                                                                 | 16         | Kamyaran                                       | erlag Schusswunden | 1, 2, 6,       |
| 27.11.          | Shouresh Niknam                                                             | 34         | Mahabad                                        | erschossen | 1, 6           |
| 27.11.          | Hamid Reza Sayyadi                                                          |            | Karadsch                                       | erschlagen | 2              |
| 28.11.          | Arshia Imamgholi Zadeh Alamdari                                             |            |                                                | zwei Tage nach Haftentlassung Suizid | 2              |
| 28.11.          | Masoud Dolatshahi                                                           | 38         | Teheran                                        | erlag Schusswunden vom 20.11. | 1, 6,          |
| 28.11.          | Ali Ka’abi                                                                  |            | Ahvaz                                          | | 6              |
| 28.11.          | Amin Khanlo                                                                 | 16         | Teheran                                        | starb in Haft | 1              |
| 29.11.          | Mena / Mona Chamani                                                         |            | Rascht                                         | | 1, 6           |
| 29.11.          | Farzin Maroufi                                                              |            | Teheran                                        | erschossen | 1, 2, 6        |
| 29.11.          | Mehran Samak                                                                | 27         | Bandar Anzali                                  | Kopfschuss, als er im Auto an Jubelfeier zur Niederlage des iranischen Fußballteams bei der WM 2022 teilnahm und hupte | 1, 2,          |
| 29.11.          | Ebrahim Sharifi                                                             | 29         | Bukan                                          | erschossen | 1, 6           |
| 29.11.          | Shahrokh Zandi                                                              |            | Baneh                                          | | 6              |
| 30.11.          | Ehsan Ghas(s)emifar(d)                                                      |            | Karadsch                                       | erschlagen oder erschossen | 1, 2, 6        |
| 30.11.          | Avat Ghaderpor / Qaderpour                                                  | 20         | Bukan                                          | erschossen | 1, 6           |
| 30.11.          | Hamed Salahshoor                                                            | 25         | Izeh                                           | starb in Haft | 1, 6           |
| 1.12.           | Rohallah / Ruhollah Abedini                                                 |            | Teheran                                        | erschossen | 1, 6           |
| 1.12.           | Ariana Seif                                                                 |            | Teheran                                        | | 6              |
| 2.12.           | Atefeh Naami                                                                | 37         | Karadsch                                       | Die kurdische Aktivistin wurde nach acht Tagen Haft mit Folterspuren tot auf dem Balkon ihres Elternhauses abgelegt, angeblich Suizid | [ 107 ]        |
| 2.12.           | Amir Mohammad Iliad Rahmanipour                                             | 16         | Firuzabad                                      | starb in Haft | 1, 6           |
| 3.12.           | Sepehr Esmaili Beigi                                                        |            | Teheran                                        | | 6              |
| 3.12.           | Saeed Karimi                                                                |            | Ilam                                           | | 6              |
| 4.12.           | Reza Dehboyd                                                                | 29         | Sari                                           | starb in Haft | 1, 6           |
| 4.12.           | Mehdi Eydivandi                                                             |            | Yazdanshahr (in Zarand (Verwaltungsbezirk))    | erschossen | 1              |
| 4.12.           | Zahra Jalilian                                                              |            | Teheran                                        | | 6              |
| 4.12.           | Amir Nezafat                                                                |            | Karadsch                                       | | 6              |
| 6.12.           | Sepehr Azami                                                                | 24         | Kangavar / Karadsch                            | Bei der Bestattungsfeier für Hadis Najafi erhielt er einen Schuss in die Brust und starb daran später im Hospital. | 1, 6,          |
| 7.12.           | Hooman / Houman Abdollahi                                                   | 21         | Sanandadsch                                    | erschossen | 1, 2, 6,       |
| 7.12.           | Alireza Khoshkar Bayati                                                     |            | Teheran                                        | erschossen | 2, 6           |
| 7.12.           | Yunes Fazel Beigi                                                           |            | Kermanschah                                    | | 1              |
| 7.12.           | Faranak Jabari                                                              |            | Teheran                                        | | 6              |
| 8.12.           | Shadman Ahmadi                                                              |            | Dehgolan                                       | in Haft zu Tode gefoltert | 2, 6           |
| 8.12.           | Shahabuddin Hashemi                                                         |            | Teheran                                        | | 6              |
| 8.12.           | Shahin Moradi                                                               |            | Teheran                                        | | 6              |
| 8.12.           | Mohsen Schekari                                                             | 23         | Teheran, Rajaee Shahr Prison                   | Verletzte angeblich einen Polizisten mit einem Messer. Wurde dafür zum Tod verurteilt und als erster Demonstrant der Jina-Amini-Proteste ohne Zeugen hingerichtet. | 2, 6,          |
| 9.12.           | Mostafa Akbarian                                                            |            | Baba Haider                                    | | 6              |
| 9.12.           | Ghazal Amiri                                                                |            | Schiras                                        | | 6              |
| 11.12.          | Abbas Mansouri                                                              |            | Schusch                                        | | 2, 6           |
| 12.12.          | Shahriar Adeli                                                              |            | Sardascht                                      | in Haft zu Tode gefoltert | 2, 6           |
| 12.12.          | Habibollah Yaghoubi Najib (Barahui)                                         |            | Zahedan                                        | erschossen | 2              |
| 12.12.          | Ahmad Goodarzi                                                              |            | Borudscherd                                    | | 6              |
| 12.12.          | Majid Reza Rahnavard                                                        | 23         | Maschhad                                       | am 17.11. verhaftet, ohne Rechtsbeistand wegen „Kriegsführung gegen Gott“ verurteilt und öffentlich erhängt | 2, 6,          |
| 12.12.          | Aida Rostami                                                                |            | Teheran                                        | erschlagen | 2, 6           |
| 12.12.          | Habitullah Yaqoubi                                                          |            | Zahedan                                        | | 6              |
| 13.12.          | Samira Ebrahimi                                                             |            | Kerman                                         | | 6              |
| bis 15.12.      | Maryam Esmailzadeh                                                          |            | Teheran                                        | | 6              |
| bis 15.12.      | Donya Farhadi                                                               |            | Ahvaz                                          | | 6              |
| bis 15.12.      | Behzad Ahmadpour Samani                                                     |            | Teheran                                        | | 6              |
| bis 15.12.      | Ebrahim Ahmadpour Samani                                                    |            | Teheran                                        | | 6              |
| 16.12.          | Mehrdad Malek                                                               |            | Qazvin                                         | erschossen | 2, 6           |
| 16.12.          | Bahman Ma’roufi                                                             |            | Oschnaviyeh                                    | | 6              |
| 16.12.          | Hazhar Saidzadeh                                                            |            | Mahabad                                        | | 6              |
| 17.12.          | Mehdi Zare Ashkezari                                                        |            | Teheran                                        | | 6              |
| 17.12.          | Siamak Baba                                                                 |            | Karadsch                                       | | 6              |
| 17.12.          | Mohsen Mansouri                                                             |            | Karadsch                                       | | 6              |
| 17.12.          | Amir Mosadeq                                                                |            | Maschhad                                       | | 6              |
| 17.12.          | Soroush Pourahmadi                                                          |            | Karadsch                                       | | 6              |
| 19.12.          | Borhan Eliasi / Elyasi                                                      |            | Dschavanrud                                    | erschossen | 2, 6           |
| 19.12.          | Mohammad Haji Rasoulpour                                                    |            | Bukan                                          | in Haft zu Tode gefoltert | 2, 6           |
| 20.12.          | Mahmoud Ahmadi                                                              |            | Izeh                                           | erschossen | 2, 6           |
| 20.12.          | Mehdi Zare Ashkzari                                                         |            | Teheran                                        | erschossen | 2              |
| 20.12.          | Hossein Saeedi                                                              |            | Izeh                                           | | 6              |
| 22.12.          | Arash (Arshad) Sayad Mansur                                                 |            | Teheran                                        | | 6              |
| 29.12.          | Mani Tariq                                                                  |            | Sanandadsch                                    | | 6              |
| 31.12.          | Soha Etebari                                                                | 12         | Bastak                                         | | 6              |
| 31.12.          | Hamidreza Karami                                                            |            | Chorramabad                                    | | 6              |
| 31.12.          | Reza Khani                                                                  |            | Gorgan                                         | | 6              |
| 31.12.          | Kimia Moqadasi                                                              |            | Teheran                                        | | 6              |
| 31.12.          | Ali Nazari                                                                  |            | Kermanschah                                    | | 6              |
| 31.12.          | Zohreh Shamasi                                                              |            | Ahvaz                                          | | 6              |
| undatiert       | Yazdan Aghajani                                                             | 38         | Schahriyar / Teheran                           | | 1, 6           |
| undatiert       | Arshiya Imamqolizadeh Alamdari                                              | 16         | Dscholfa                                       | Suizid nach 10 Tagen Haft wegen eines Turbanwurfs und wahrscheinlicher Folter | [ 102 ]        |
| undatiert       | Meghdad Azizi                                                               |            | Teheran                                        | | 1, 6           |
| undatiert       | Mariya (Mahsa) Ghavasiye                                                    | 24         | Schiras                                        | | 1              |
| undatiert       | Rasul Haddadi                                                               | ~60        | Zandschan                                      | erschossen | 1              |
| undatiert       | Mehdi Heydari                                                               |            | Teheran                                        | erschossen | 1              |
| undatiert       | Hamid Nastar Jahan                                                          |            | Maschhad                                       | erschlagen | 1              |
| undatiert       | Narges Khoramifard                                                          |            | Maschhad                                       | | 6              |
| undatiert       | Bahar Khorshidi                                                             |            | Teheran                                        | | 1              |
| undatiert       | Milad Khoshkam                                                              | 27         | Schiras                                        | starb in Haft | 1              |
| undatiert       | Zahra Lori                                                                  |            | Kerman                                         | Lehrerin löschte Videos von einem Sitzstreik ihrer Schülerinnen, weigerte sich, deren Namen den Regimekräften zu nennen, und starb kurz nach ihrem Verhör an Herzinfarkt. | [ 98 ]         |
| undatiert       | Meysam Moghadasi                                                            |            | Teheran                                        | von Pkw angefahren | 1              |
| undatiert       | Mohammad Moradi                                                             |            | Teheran                                        | | 1              |
| undatiert       | Atefe Naami                                                                 | 37         | Karadsch                                       | | 1              |
| undatiert       | Ali Mozafari Salanghoch                                                     | 17         | Ghutschan                                      | erschossen | 1              |
| undatiert       | Esmail Sattari                                                              | 28         | Maschhad                                       | starb in Haft | 1              |
| undatiert       | Afshin Shahamat                                                             | 16         | Teheran                                        | erschossen | 1              |
| undatiert       | Jabir Shirouzahi                                                            | 12         |                                                | | 5              |
| undatiert       | Hossein Zarinjoei                                                           |            | Chorramabad                                    | Festnahme wegen eines regimekritischen Posts; nach 12 Tagen Haft tot, angeblich Suizid | [ 112 ]        |
| Todesdatum 2023 | Name                                                                        | Alter      | Ort                                            | Todesumstände | Belege         |
| 1.1.            | Sepideh Qalandari                                                           |            | Teheran                                        | | 6              |
| 2.1.            | Shayan Davarpanah                                                           |            | Yasudsch                                       | | 6              |
| 3.1.            | Diar Mansouri                                                               |            | Mahabad                                        | | 6              |
| 3.1.            | Behrouz Shafagh-Doost                                                       |            | Urmia                                          | | 2              |
| 6.1.            | Mojtaba Ghanaati Khalari                                                    |            | Schiras                                        | | 6              |
| 6.1.            | Mohammad Moradi                                                             |            | Sanandadsch                                    | | 6              |
| 6.1.            | Mohammad Rigi                                                               |            | Zahedan                                        | | 6              |
| 6.1.            | Milad Shiri                                                                 |            | Kamiyaran                                      | | 6              |
| 7.1.            | Mohammad Mehdi Karami                                                       | 22         | Karadsch                                       | hingerichtet nach Todesurteil wegen angeblichem Mord | 2,             |
| 7.1.            | Sejjed Mohammad Hosseini                                                    | 20 / 39    |                                                | hingerichtet nach Todesurteil wegen angeblichem Mord | 2,             |
| 9.1.            | Mohsen Jaafarirad                                                           |            | Karadsch                                       | | 6              |
| 10.1.           | Mehdi Karami Ashtiani                                                       |            | Teheran                                        | | 6              |
| 10.1.           | Khaleq Khezrzadeh                                                           |            | Piranschahr                                    | | 6              |
| 10.1.           | Ahmad Esmail Zehi (Shahbakhsh)                                              |            | Zahedan                                        | | 6              |
| 13.1.           | Setayesh Sharifinia                                                         |            | Kurdkoi                                        | | 6              |
| 16.1.           | Mansour Hormozi                                                             |            | Zahedan                                        | | 6              |
| 18.1.           | Shideh Aliparast                                                            |            | Lahidschan                                     | | 6              |
| 20.1.           | Mohsen Jamalzadeh                                                           |            | Nahavand                                       | | 6              |
| 20.1.           | Reza Qaderi                                                                 |            | Isfahan                                        | | 6              |
| 25.1.           | Heshmat Shirvani                                                            |            | Ahvaz                                          | | 6              |
| 25.1.           | Majid Toosparvar                                                            |            | Eslamschahr                                    | | 6              |
| 1.2.            | Mohabat Mozafari                                                            |            | Teheran                                        | | 6              |
| 5.2.            | Kurosh Gojani                                                               |            | Yazdanshahr                                    | | 6              |
| 5.2.            | Benyamin Kuh-kan                                                            |            | Zahedan                                        | | 6              |
| 8.2.            | Maryam al-Sadat Arvin                                                       |            | Sirdschan                                      | | 6              |
| 8.2.            | Mokhtar Fathi                                                               |            | Saqqez                                         | | 6              |
| 8.2.            | Daria Mikaili                                                               |            | Urmia                                          | | 6              |
| 15.2.           | Adel Afravi                                                                 |            | Ahvaz                                          | | 6              |
| 15.2.           | Parham (Ebrahim) Nikpour                                                    |            | Amol                                           | | 6              |
| 21.2.           | Zar Bibi Esmail Zehi                                                        |            | Zahedan                                        | | 6              |
| 22.2.           | Ebrahim Rigi                                                                |            | Zahedan                                        | | 6              |
| 22.2.           | Hossein Zoheiri                                                             |            | Ahvaz                                          | | 6              |
| 19.5.           | Saleh Mir Hashemi                                                           | 36         | Isfahan                                        | nach Schauprozess erhängt | [ 17 ]         |
| 19.5.           | Majid Kazemi                                                                | 30         | Isfahan                                        | nach Schauprozess erhängt | [ 17 ]         |
| 19.5.           | Saeed Yaghoubi                                                              | 37         | Isfahan                                        | nach Schauprozess erhängt | [ 17 ]         |
| undatiert       | Erfan Davoudi Baharvand                                                     |            | Chorramabad                                    | | 6              |
| undatiert       | Haidar Azimi Qiyabashi                                                      |            | Täbris                                         | | 6              |
| undatiert       | Fatemeh Rahimi                                                              |            | Chomein                                        | | 6              |
| undatiert       | Maryam Salimian                                                             |            | Teheran                                        | | 6              |

## Weiterführende Informationen